# Herrera del Duque
Herrera del Duque es un municipio y localidad española de la provincia de Badajoz, en la comunidad autónoma de Extremadura, situado al nordeste de la provincia. Es la capital de la mancomunidad de Cijara, en la Siberia Norte, y es cabeza del partido judicial homónimo, y uno de los tres arciprestazgos de la archidiócesis de Toledo en Extremadura.
Su término municipal tiene una superficie de 277,3 km², que lo confiere en el vigésimo sexto más grande de la comunidad; con una altitud media de 468 m sobre el nivel del mar. En el año 2020 contaba con 3489 habitantes, lo que da una densidad de población de 12,58 hab/km², dividida en dos núcleos urbanos: el del propio municipio y la pedanía de Peloche. Por número de habitantes es el más poblado de la comarca desde el siglo XVI, y centro de influencia de los municipios limítrofes. La población se localiza en el curso medio del río Guadiana, dentro de la zona conocida como los pantanos, que además de atraer al turismo relacionado con el mundo acuático y cinegético, proporcionan electricidad y agua para las zonas de regadíos de la provincia de Badajoz.
Tiene un enclave geográfico privilegiado por estar ubicado al este de Extremadura, donde confluyen la carretera N-430 que une Badajoz con Ciudad Real y la carretera N-502 que conecta Córdoba con Ávila. Su situación estratégica de comunicaciones con cuatro provincias tan cercanas, como son Cáceres, Toledo, Ciudad Real y Córdoba, hace que acoja servicios de la Junta de Extremadura y de la Diputación de Badajoz, tanto para la población que alberga, como para toda la comarca. Además, se perfila como centro de infraestructura y servicios de la zona gracias al nuevo polígono industrial.
Los orígenes se remontan a la antigua «Lucina» romana, aunque varios yacimientos repartidos por el término municipal atestiguan que estuvo habitada con anterioridad. De su pasado, conserva un extenso patrimonio arqueológico y arquitectónico, destacando el conjunto de cuevas de La Panda, el cerro de La Barca y el conjunto arqueológico de El Jardal. Así como la iglesia de San Juan Bautista, convento franciscano, ermita de Consolación o el castillo-fortaleza. Del entorno físico, destaca la reserva regional de Cíjara y la ZEPA y LIC Sierra de los Golondrinos - Puerto Peña donde en las crestas rocosas que puntean los embalses y las laderas de la sierra de Los Golondrinos anidan colonias de buitre leonado y águilas.
Las fiestas mayores se celebran el 15 de agosto, con motivo de la feria, junto a la feria taurina, representada con corridas de toros, rejoneo, novilladas y encierros, de gran repercusión a nivel autonómico.

## Toponimia
No hay consenso entre los historiadores respecto a la etimología de la localidad. Algunos autores consideran su procedencia anterior a los romanos, con el nombre de «Oppido Hera» (significa ciudad de la diosa), mientras que otros autores le otorgan un origen romano con el nombre «Lucina» o «Luciana». Incluso hay quienes especulan con que se trate de una mezcla de nombres romanos, pasando por el árabe como «Pozoba», hasta finalmente adaptarse a la definitiva denominación cristiana. La evolución del nombre de Herrera comienza con el deslinde de sus términos en 1262, en el reinado de Alfonso X. Desde esa fecha se esclarece la línea de demarcación entre el territorio de La Puebla y el correspondiente a la Orden de Alcántara y el Concejo de Trujillo.
En algunos escritos antiguos y documentos medievales aparecen diversas denominaciones:
- «Ferreruela»: en 1324 al desvincularse de La Puebla y ser dada por Alfonso Ferrández a Diego García de Toledo.
- «Gerrera»: durante el primer tercio del siglo XIV.
- «Ferrera»: en el inventario de los bienes que dejó a su muerte don Alfonso de Sotomayor en 1464.
- «Herrera»: desde el año 1600 aproximadamente.
- «Herrera del Duque»: por primera vez desde 1770, surge el nombre actual en época de Carlos III.
- «Herrera del la Serena»: desde la primera mitad del siglo XIX.
- «Herrera del Duque»: desde mediados del siglo XIX, hasta principios del siglo XX.
- «Herrera del Castillo»: durante la guerra civil.[11]
- «Herrera del Duque»: se recuperó su nombre a partir de 1939 hasta la actualidad.

## Símbolos
Los símbolos oficiales de Herrera del Duque son el escudo heráldico y su bandera municipal, aprobados por el ayuntamiento y por la Junta de Extremadura en el año 1992:

El escudo heráldico es partido. Primero, de oro, castillo del Reino de Castilla, puesto sobre monte, todo en su color. Segundo, de plata, tres fajas jaqueladas de dos órdenes del escudo de los Sotomayor, de oro y gules, y brochante un cinturón, de sable. Al timbre, Corona Real cerrada del escudo de la Casa de Zúñiga.
Escudo de armas.

La bandera municipal es cuadrada, de color blanco, con una cruz verde, y el escudo municipal brochante al centro, en sus colores. 
Bandera municipal.

## Geografía física

### Situación
El municipio se localiza en la comunidad de Extremadura, al este de la provincia de Badajoz, dentro de la mancomunidad de Cijara, en las coordenadas 39°10′7 ″N 5°3′4 ″O. Limita al norte con la comarca de Las Villuercas en la provincia de Cáceres, al sur con la mancomunidad de La Serena, al oeste con la mancomunidad de La Serena-Vegas Altas y al este con la provincia de Ciudad Real, perteneciente a la comunidad autónoma de Castilla-La Mancha. La superficie de su término municipal tiene una extensión de 277,3 km², limita con ocho municipios de la provincia de Badajoz y uno de la provincia de Cáceres. 
Se encuentra a unos 152 km al sur de Cáceres, 137 km al oeste de Mérida, 196 km al oeste de Badajoz, 233 km al sur de Madrid y 200 km de la frontera con Portugal.
Herrera del Duque limita con los siguientes municipios: Castilblanco, Alía (Cáceres),  Helechosa de los Montes, Valdecaballeros, Villarta de los Montes, Talarrubias, Puebla de Alcocer y Fuenlabrada de los Montes.

### Orografía

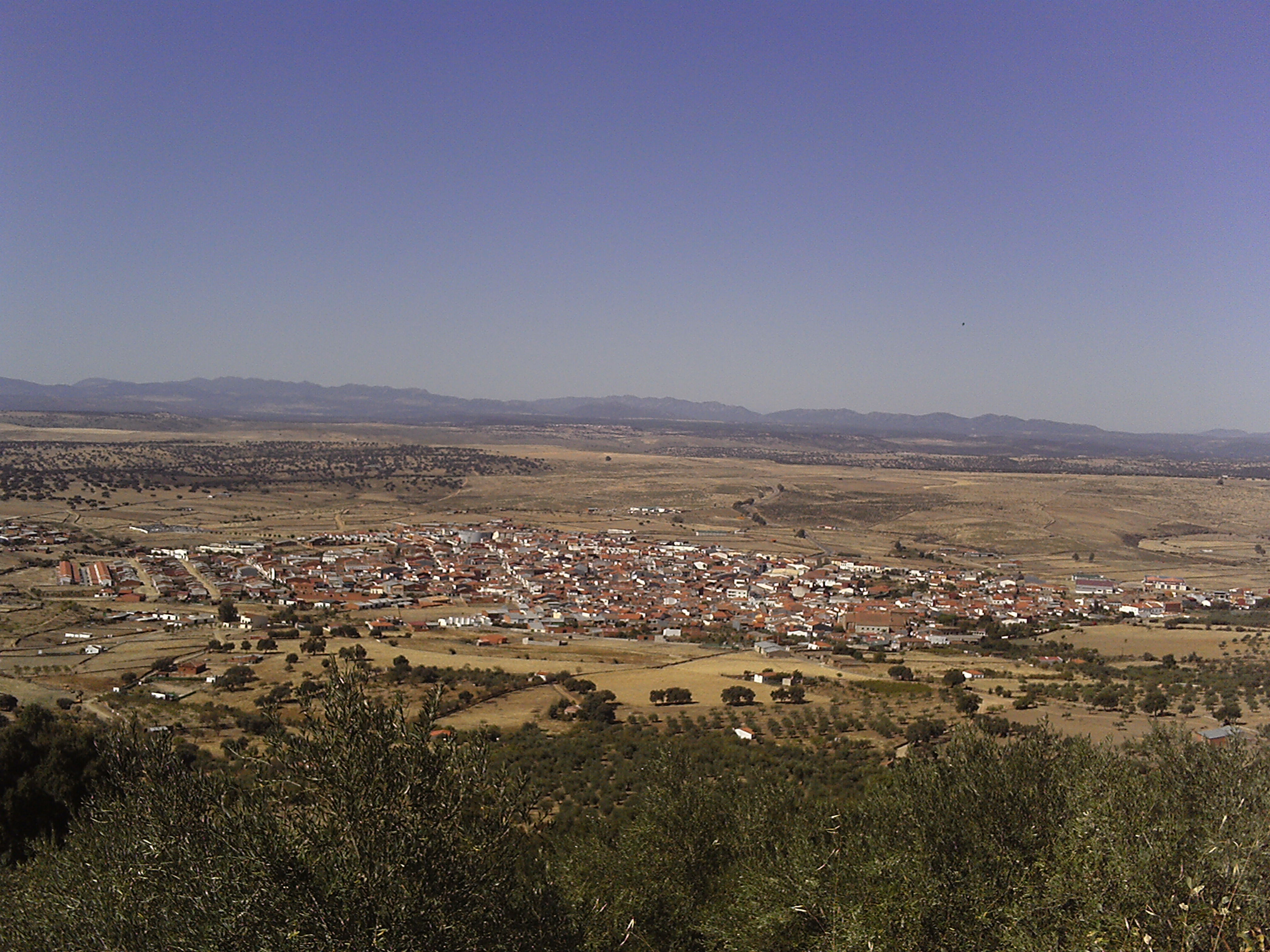
Herrera del Duque y su entorno.

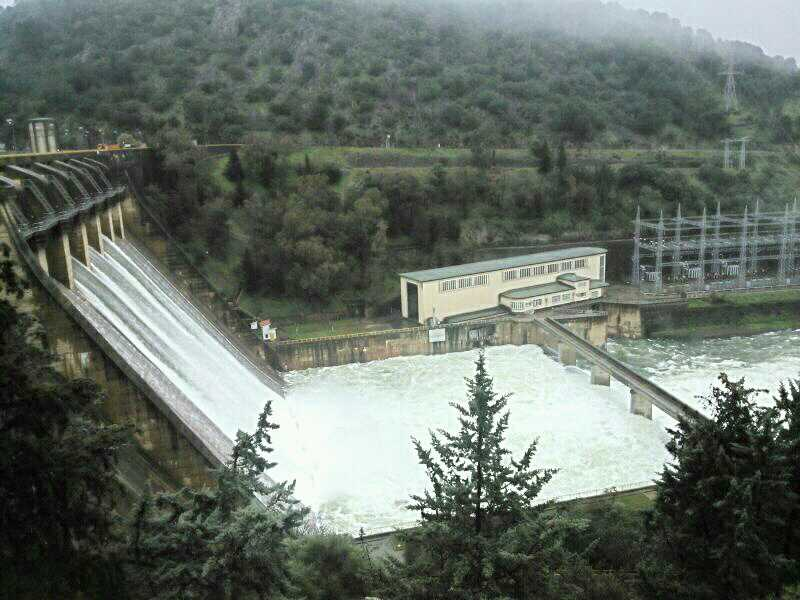
Presa de Cijara desembalsando agua.

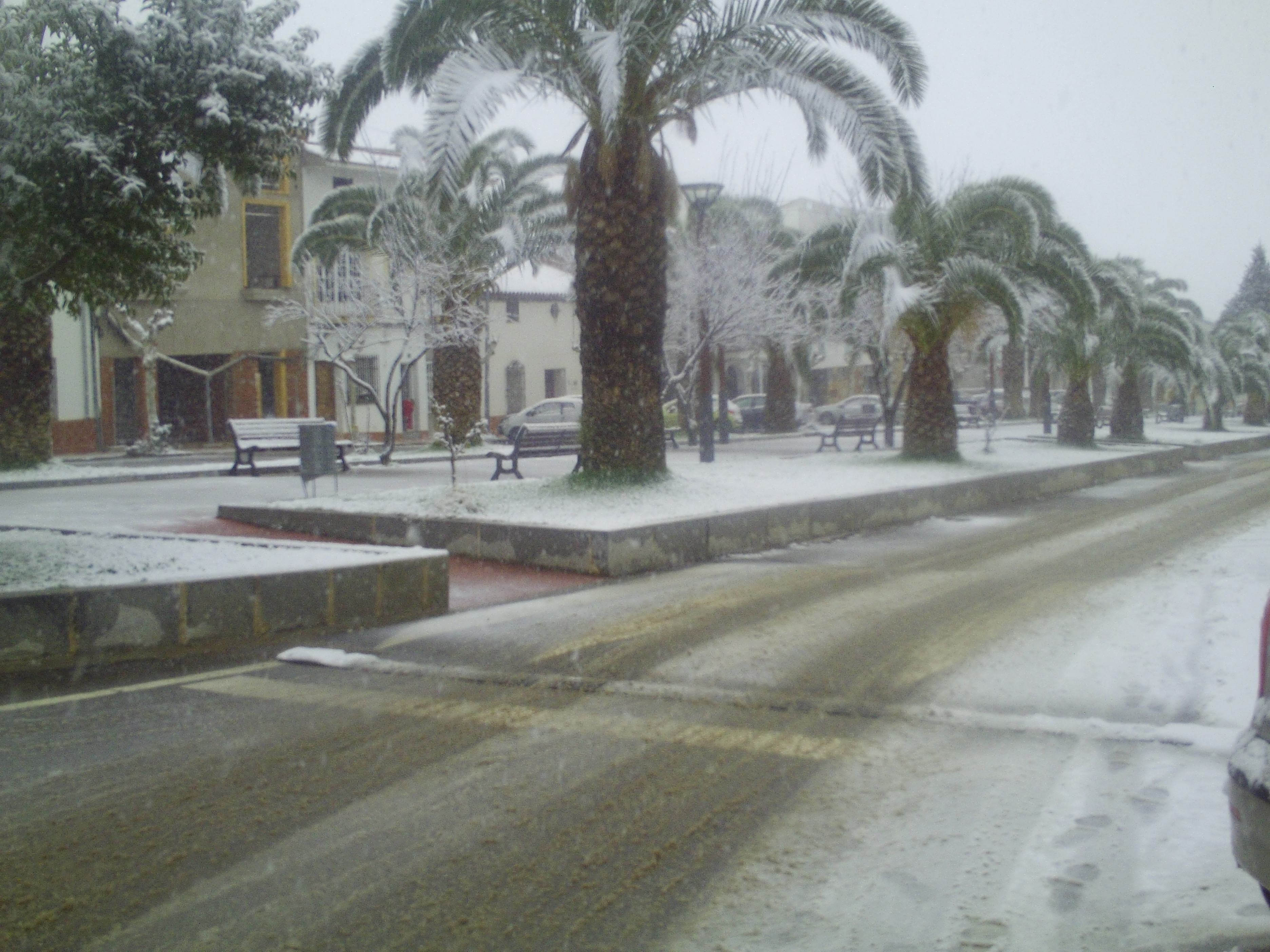
Avenida la Palmera. Las nevadas en la localidad son un fenómeno poco frecuente.

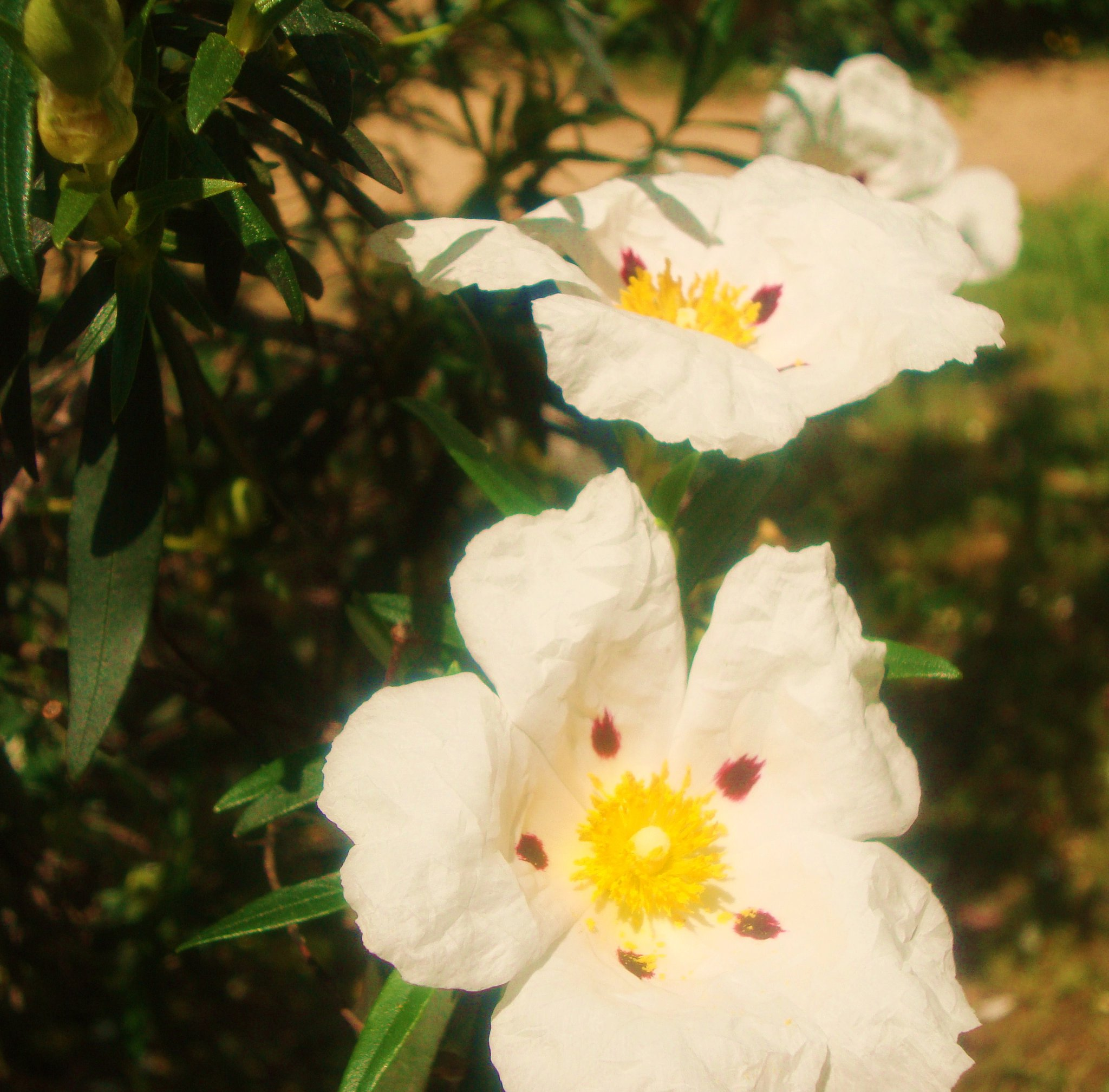
La flor de la jara.

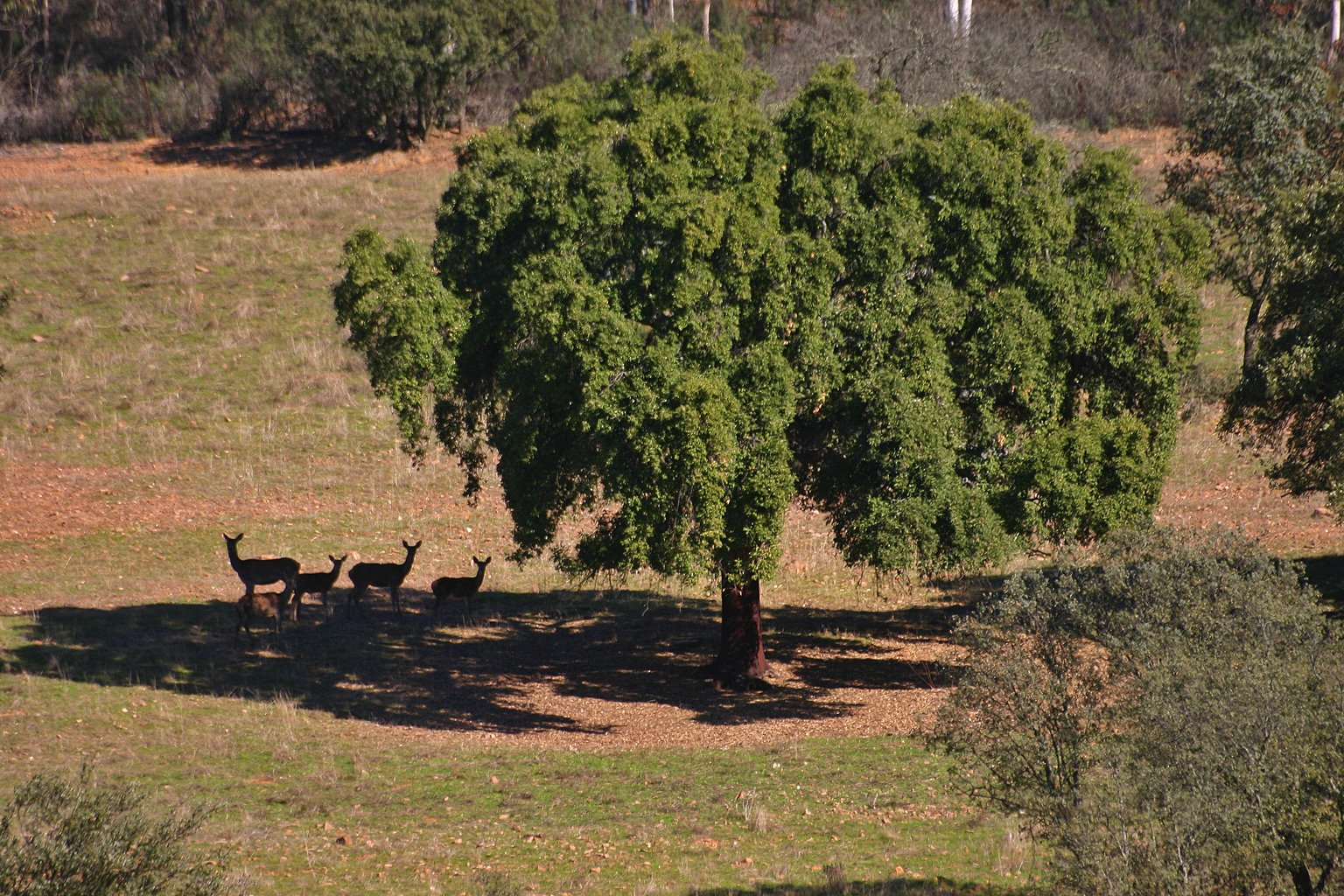
La dehesa de Herrera del Duque.

La altitud oscila entre los 771 metros al sur, en la sierra del Chamorro, y los 370 metros a orillas del embalse de García de Sola. La zona más elevada está al sur, en una sucesión de sierras que hacen de límite municipal con Talarrubias y Puebla de Alcocer: Los Golondrinos, Consolación y Chamorro. Al nordeste, la sierra de la Rinconada (763 metros) separa al municipio de Helechosa de los Montes y Villarta de los Montes.  El relieve alterna agrestes serranías, valles encajonados y onduladas llanuras. Este conjunto de serranías constituye una de las estribaciones meridionales de los Montes de Toledo, en conexión directa con el macizo de Las Villuercas. Todo el conjunto constituye un relieve apalachano. El pueblo se alza a 468 metros sobre el nivel del mar.

### Geología
El terreno presenta una estructura de plegamiento hercínica típica de la zona Centroibérica, caracterizada por la presencia de estrechos sinclinales entre amplios anticlinorios con núcleos precámbricos. El sinclinal de Herrera del Duque es una sucesión de materiales sedimentarios del paleozoico de pizarras, cuarcitas y calizas que en algunos puntos son cortadas por materiales ígneos.

### Hidrografía
Los arroyos, ríos y embalses son una de las principales características del municipio. El principal curso de agua es el río Guadiana, que recorre el término por el oeste y por el norte, embalsado por las aguas del pantano de García de Sola, que delimita el término municipal. Este embalse abastece de agua potable a la localidad, lográndose a través del grupo de actuaciones que se llevaron a cabo en la provincia durante la segunda mitad del siglo XX, denominado Plan Badajoz, y que tenía como objetivo mejorar la agricultura en la provincia de Badajoz y generar energía eléctrica gracias a las presas. Últimamente se está potenciando el turismo acuático.
Los arroyos presentan un caudal escaso y un régimen irregular, con crecidas en época de lluvias y casi secos en el estiaje en verano, característicos de la zona mediterránea. Además, han sido alterados por obras de canalización para el abastecimiento, la ganadería y la desecación de zonas endorreicas. Los arroyos que discurren en el término formando valles son el de Pilarito, el Pelochejo, arroyo del Perro y de la Jarilla. El accidentado relieve propicia la existencia de acuíferos en ladera, que alimentan numerosos manantiales repartidos por todo el territorio. En su término hay numerosas fuentes, algunas de ellas las explotan comercialmente debido a la calidad de sus aguas como el manantial del Borbollón.

### Climatología
La posición geográfica del municipio, convierte a esta zona en una franja de transición, entre el clima Atlántico, más suave y el Mediterráneo, más cálido y seco, adoptando características de cada uno de ellos. Debido a la orientación de las sierras de Herrera del Duque, se produce un microclima que genera un efecto pantalla que determina la aparición de distintas formaciones vegetales. En la localidad se alcanzan unas 2900 horas de sol al año, cuya intensidad resulta inversa a las precipitaciones. La temperatura media anual gira en torno a los 16 °C. El mes más frío es enero y el más cálido julio. Las máximas y mínimas absolutas se sitúan también en estos meses, con 42 °C en julio y –2 °C en enero. El número de días lluviosos al año está entre 60 y 70. El reparto estacional de precipitaciones es irregular, la media anual está en torno a los 700 l/m², con máximas entre enero y marzo. El semestre abril-septiembre suele presentar una fuerte y prolongada sequía estival, marcada por una acentuada aridez. Las nevadas son raras, y en todo caso suceden uno o dos días, cuajando solo unas horas, cada tres o cuatro años.
| Parámetros climáticos promedio de Herrera del Duque en el periodo 1961-2003 | Parámetros climáticos promedio de Herrera del Duque en el periodo 1961-2003 | Parámetros climáticos promedio de Herrera del Duque en el periodo 1961-2003 | Parámetros climáticos promedio de Herrera del Duque en el periodo 1961-2003 | Parámetros climáticos promedio de Herrera del Duque en el periodo 1961-2003 | Parámetros climáticos promedio de Herrera del Duque en el periodo 1961-2003 | Parámetros climáticos promedio de Herrera del Duque en el periodo 1961-2003 | Parámetros climáticos promedio de Herrera del Duque en el periodo 1961-2003 | Parámetros climáticos promedio de Herrera del Duque en el periodo 1961-2003 | Parámetros climáticos promedio de Herrera del Duque en el periodo 1961-2003 | Parámetros climáticos promedio de Herrera del Duque en el periodo 1961-2003 | Parámetros climáticos promedio de Herrera del Duque en el periodo 1961-2003 | Parámetros climáticos promedio de Herrera del Duque en el periodo 1961-2003 | Parámetros climáticos promedio de Herrera del Duque en el periodo 1961-2003 |
| Mes | Ene.                                                                        | Feb.                                                                        | Mar.                                                                        | Abr.                                                                        | May.                                                                        | Jun.                                                                        | Jul.                                                                        | Ago.                                                                        | Sep.                                                                        | Oct.                                                                        | Nov.                                                                        | Dic.                                                                        | Anual                                                                       |
| --- | --------------------------------------------------------------------------- | --------------------------------------------------------------------------- | --------------------------------------------------------------------------- | --------------------------------------------------------------------------- | --------------------------------------------------------------------------- | --------------------------------------------------------------------------- | --------------------------------------------------------------------------- | --------------------------------------------------------------------------- | --------------------------------------------------------------------------- | --------------------------------------------------------------------------- | --------------------------------------------------------------------------- | --------------------------------------------------------------------------- | --------------------------------------------------------------------------- |
| Temp. media (°C) | 7.0                                                                         | 8.8                                                                         | 11.7                                                                        | 13.7                                                                        | 17.7                                                                        | 23.2                                                                        | 27.3                                                                        | 26.8                                                                        | 22.9                                                                        | 16.9                                                                        | 11.3                                                                        | 7.7                                                                         | 16.3                                                                        |
| Precipitación total (mm) | 94.3                                                                        | 91.7                                                                        | 56.4                                                                        | 64.0                                                                        | 53.1                                                                        | 30.8                                                                        | 8.2                                                                         | 10.3                                                                        | 37.9                                                                        | 69.2                                                                        | 93.6                                                                        | 94.7                                                                        | 704.10                                                                      |
| Fuente: Ministerio de Agricultura, Alimentación y Medio Ambiente. Datos de precipitación para el periodo 1961-2003 y temperatura para el periodo 1966-2003 en Herrera del Duque |                                                                             |                                                                             |                                                                             |                                                                             |                                                                             |                                                                             |                                                                             |                                                                             |                                                                             |                                                                             |                                                                             |                                                                             |                                                                             |

### Hidrología
Los ríos, embalses y pantanos son una de las principales características de la comarca de Cijara. Herrera del Duque se encuentra cerca del embalse de García de Sola del cual se abastece.
Esta gran cantidad de agua embalsada es fruto del grupo de actuaciones llevadas a cabo en la provincia durante la segunda mitad del siglo xx, denominado Plan Badajoz, y que tenía como objetivo mejorar la agricultura en la provincia de Badajoz y generar energía eléctrica gracias a las presas. En los últimos años también se está potenciando el turismo acuático de los embalses.

## Ecología
Flora
El clima es favorable al desarrollo de una vegetación de tipo mesomediterráneo templado. No obstante, debido a la sequía estival, la vegetación es bastante xerófila. El ecosistema más extendido es la dehesa, predominando la encina, el alcornoque, se encuentra en zonas más restringidas, y el quejigo, mezcla de encina y roble. Un gran número de hectáreas están dedicadas a los olivos, especialmente las zonas más próximas a la población. Los bordes de los pantanos han sido repoblados por pinos resineros, piñoneros y eucaliptos, con el fin de retener el suelo y los materiales que podrían ser arrastrados desde los terrenos que vierten directamente al embalse, obteniéndose una progresiva colmatación del mismo. El estrato arbóreo se halla tapizado en sus estadios más puros por un denso sotobosque: lo que da lugar a formar parte del matorral mediterráneo, muy diverso en especies: madroño, labiérnago, lentisco, cornicabra, mirto, coscoja, torvisco, jaras y esparragueras.
Fauna
La fauna de la comarca destaca por su diversidad, viven en la zona prácticamente casi las quinientas especies de vertebrados silvestres descritas en Extremadura. Entre las aves, más de la mitad de la población provincial de buitre leonado se encuentran en los cortados rocosos de los montes. En menor número nidifican águilas perdiceras y águilas reales, alimoche, halcón peregrino, búho real, buitre negro, águila imperial ibérica, cigüeña negra, entre otros. La abundancia de agua, en su mayor parte retenida por los embalses de la comarca, ha propiciado el asentamiento de variados grupos de aves acuáticas. Existe una comunidad de pájaros insectívoros como: currucas, mosquiteros, herrerillos, carboneros, mirlos, trepadores, zarceros, cucos, críalos y rabilargos. En el medio urbano merece distinción la cigüeña blanca, así como el cernícalo primilla, lechuza, golondrina, avión y vencejo. Es una de las zonas de España, en las que se puede ver una mayor diversidad en especies protegidas como el lince ibérico, meloncillo, gato montés, garduña, tejón, jineta o la nutria.
La fauna cinegética se encuentra principalmente asentada en los cotos privados, los cotos deportivos y también en la Reserva regional de Cíjara, donde conviven jabalíes, ciervos, gamos (muy localizados) y corzos, como piezas de caza mayor. La caza menor está representada por perdices rojas, palomas torcaces, tórtolas, liebres y conejos. Herrera del Duque cuenta con más de 18 436 ha dedicadas a cotos de caza mayor y menor.
En cuanto a la fauna piscícola hay una gran cantidad y variedad de: carpas, barbos, común, comizos, cabecicortos, lucios, bogas, lubina negra, cachos, alburnus y percasoles. Aunque también existen otros de menor interés deportivo y culinario, pero de gran importancia ecológica: pardilla, colmilleja, calandino y la gambusia.

## Historia

### Prehistoria

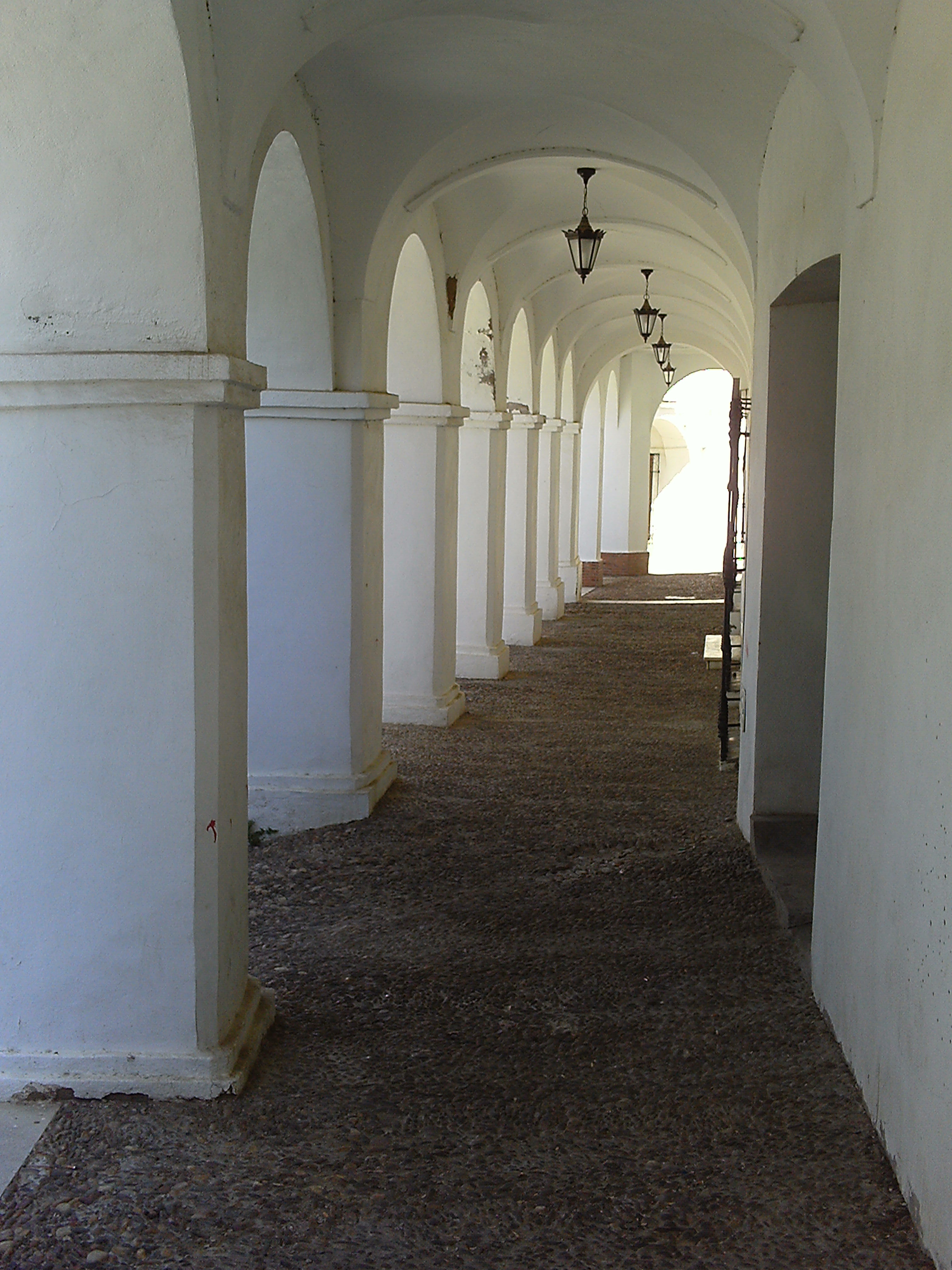
Galería porticada de la plaza de España

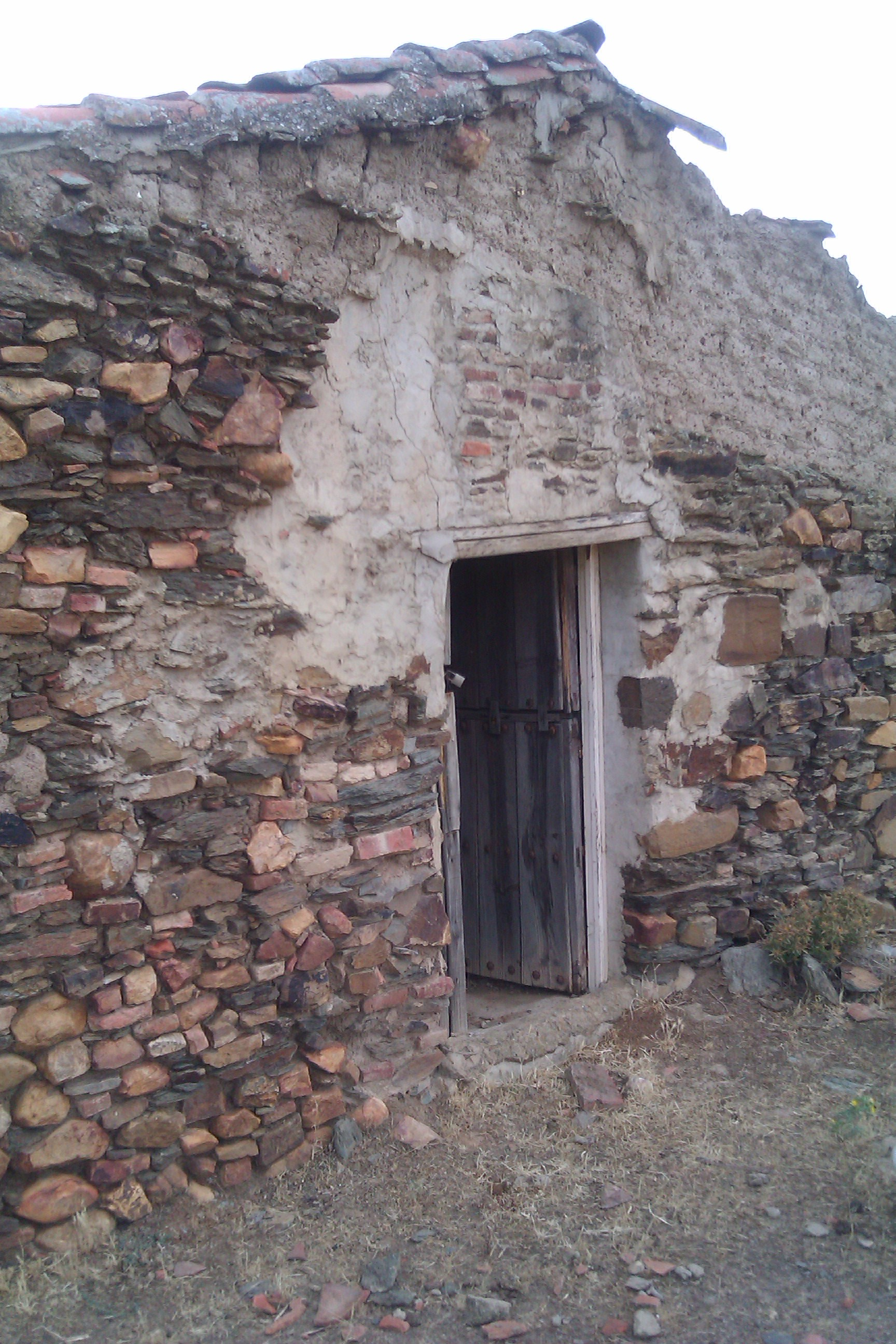
Antiguo poblado de Las Navas

La fundación del municipio está ligada a la aparición del oppidum romano de «Lucina». Los restos de civilizaciones anteriores corresponden a asentamientos cuya datación oscila entre el periodo calcolítico y el siglo V a. C. Los principales testigos de esa época se localizan en las cuevas de la Panda, el cerro de la Barca y la necrópolis del Jardal. Otros restos más próximos con la llegada de los romanos son los numerosos castillones del Azuche, Valdigüelo y la Pretura, al igual que los restos de monumentos conmemorativos como la estela decorada de Quinterías.

### Edad Antigua
El vacío de datos entre los grandes complejos de la prehistoria y el legado romano, no descarta ignorar los posibles asentamientos de íberos, tartesios, fenicios y cartagineses. En la época romana, el pueblo asimiló rápidamente su cultura y la lengua latina. Del legado romano es el asentamiento de «las Posadillas», donde se han documentado hasta siete epígrafes romanos en su término municipal. Los restos aparecidos los integran losas y estelas funerarias, aras votivas y cipos.

### Edad Media
En el siglo V aprovechando la debilidad y decadencia del Imperio Romano, toman el dominio de la situación los visigodos. Fueron tres siglos de permanencia visigoda en la localidad. Posteriormente en el año 711, Herrera pasó bajo el dominio musulmán hasta poco después de la batalla de Las Navas de Tolosa en 1212. Los escasos hallazgos arqueológicos de ambas culturas, atestiguan un principio de debilidad en la comarca, correspondiente a la etapa visigoda, acentuando aún más en el periodo musulmán. Tras la reconquista, la villa estuvo sometida la autoridad del señorío de Belalcázar de los Sotomayor desde 1444. El señorío fue creado por Juan II en favor de Gutierre de Sotomayor, maestre de la Orden de Alcántara, por su ayuda prestada. En torno a 1452 el señorío tuvo su momento de máxima expansión, con dos sectores bien definidos: el norte, con centro en Puebla de Alcocer, y el sur en Gahete (Belalcázar). Herrera avanzó hasta consolidarse como la mayor población del norte del vizcondado; este cerró su ciclo en 1518 cuando Alfonso II de Sotomayor ingresó en un monasterio franciscano, pasando de esta forma todo el condado a depender de los duques de Béjar, como consecuencia del matrimonio entre Francisco de Sotomayor y Teresa de Stuñiga.

### Edad Moderna
Al comenzar la Edad Moderna todas las tierras del término pasaron a depender de los duques de Béjar. La población pasó de ser una aldea durante la Edad Media a ser una villa en claro proceso de crecimiento. En 1578, durante el reinado de Felipe II, tres aldeas dependían de la villa: Peloche, Las Navas y Quinterías. Según los censos, tuvo un fuerte crecimiento desde la reconquista hasta el siglo XVI; en el siglo XVII entra en decadencia debido a pandemias y hambrunas que diezmaron a la población; y no se recuperó hasta finales del siglo XVIII. En aquella etapa la densidad demográfica fue baja, con frecuentes oscilaciones, a veces con importantes cambios en la población. A fines del siglo XVIII la villa todavía pertenecía al vizcondado de Puebla de Alcocer, bajo el señorío de la casa de Benavente, Béjar, Osuna y Gandía, dueña de toda la jurisdicción. En los asuntos de justicia, se desligó de la Chancillería de Granada y pasó a depender de la nueva Real Audiencia de Extremadura, con sede en Cáceres, desde su fundación en 1790 dentro del partido judicial de Trujillo en la Intendencia de Extremadura.

### Edad Contemporánea
Al comienzo de la Edad Contemporánea, la localidad fue saqueada y desapareció parte del tesoro de la ermita de Consolación, hecho ocurrido en la guerra de la Independencia con la incursión de las tropas francesas. Posteriormente, con la caída del antiguo régimen se constituyó en municipio constitucional pasando a agregarse en 1832 a la provincia de Badajoz, en la región de Extremadura, desde 1834 es la sede y cabecera del partido judicial de Herrera del Duque, compuesto por 12 municipios. Ya en el siglo XX, durante la Segunda República, una comisión de concejales y peritos dividieron la dehesa de las Navas parcelándola con objeto de paliar la crisis obrera, proporcionando gratuitamente lotes para ser explotados. Con el inicio de la guerra civil, el municipio, al igual que casi la totalidad del partido judicial estuvo en el bando republicano hasta el final de la Guerra.
En la época de posguerra, sufrió un gran declive económico y social debido a una intensa emigración, y se suma al gran aislamiento por el que pasó la comarca. Durante la etapa franquista, la localidad comenzó a crecer gracias a la política de regadíos e infraestructuras. A partir del último cuarto del siglo XX, se ha caracterizado por un desarrollo del sector servicios (infraestructuras y educación), y con la creación de nuevas industrias han activado la vida del municipio, convirtiéndolo en punto de encuentro de la comarca. También se han desarrollado iniciativas turísticas, culturales y de ocio que, junto a su entidad económica, confluyen en potenciar el crecimiento económico y extensivo de la región extremeña.

## Población y ordenación urbana

### Demografía
Herrera del Duque cuenta con una población de 3399 habitantes (INE 2024).
| Gráfica de evolución demográfica de Herrera del Duque entre 1842 y 2021 |
| |
| Población de derecho según los censos de población del INE. Población de hecho según los censos de población del INE.Entre el censo de 1940 y el anterior, crece el término del municipio porque incorpora a Peloche. Entre el censo de 1857 y el anterior, disminuye el término del municipio porque independiza a Peloche. |

La diferencia entre la tasa de defunciones (12,9 %) y la de nacimientos (9,5 ‰) fue negativa en 2018, con una esperanza de vida que se sitúa en torno a los 81 años, igual que en el resto de Extremadura. La población extranjera se incrementó en los últimos años hasta los 86 habitantes censados en el municipio a finales de 2019, representando al 2,5 % de la población total. La comunidad extranjera más numerosa es la marroquí con 25 personas, seguida por la rumana con 12 habitantes. En la localidad al igual que el resto de España, puede identificarse un periodo de gran crecimiento demográfico. Tras la guerra civil, la natalidad comenzó un proceso de crecimiento (conocido como Baby Boom), que se intensificó en la década de 1950, y se prolongó durante todo el tercer cuarto del siglo XX, momento en el que la natalidad comienza un declive muy acentuado. Este proceso, que incrementó notablemente la población estuvo acompañado de una drástica reducción de la mortalidad de la población, sobre todo infantil. El municipio tuvo su máxima población en los años 1960, a partir de esa fecha, sufre una fuerte emigración ante la falta de trabajo hacia ciudades como Madrid y sus alrededores, y Barcelona, entre otras. En los años 1980 y 1990 vuelve a producirse un nuevo éxodo, aunque mucho menor, en esta ocasión debido al cierre definitivo de la central nuclear de Valdecaballeros. La población urbana tiende a disminuir progresivamente año tras año, si bien esta disminución es muy moderada, tal y como sucede en el resto de municipios de la comarca. La tasa de analfabetismo es muy escasa, y responde a patrones sociales anteriores, invirtiéndose a lo largo de los años en los grupos más jóvenes, con estudios, por lo que se acentúa levemente en los adultos de mayor edad que carecieron de ellos.

### Área comarcal y pedanía
El municipio es la capital y centro administrativo de la mancomunidad de Cijara, una de las mancomunidades integrales de Extremadura; también es cabeza del partido judicial homónimo, compuesto por 17 municipios, los mismos que integran la comarca, y uno de los trece partidos de la provincia. Ocupa una superficie total de 2836,7 km², con una población de 21 368 habitantes en 2011, (según datos del INE). Debido su situación privilegiada situado en el centro de la comarca, y ser el municipio de mayor población, ejerce su hegemonía, acogiendo servicios de la Junta de Extremadura y de la Diputación de Badajoz, tanto para la población que alberga, como para toda la comarca. Además, cuenta con la pedanía de Peloche, distante a 8 km del casco urbano, con una población de 235 habitantes.
|                                                   |
| Provincia de Badajoz con sus partidos judiciales. |

|                                                         |
| Provincia de Badajoz con sus mancomunidades integrales. |

### Urbanismo
La población se ha centrado siempre en dos grandes barrios: San Francisco y el Barruelo; el primero, conocido popularmente como el barrio del convento, que se unía por la plaza donde se encontraba la sala de Audiencia, balcón de justicia, carnicería y matadero, y el segundo, el barrio del Barruelo, situado alrededor de la iglesia, entre ésta y el Castillo. En la periferia de la localidad se encontraba otro pequeño barrio llamado de las Cinco Calles, en la salida hacia el castillo, donde se conserva parte del empedrado y el pilar de su plazuela original. Era muy típico que de vez en cuando, las calles se ensanchaban en plazas y plazuelas, algunas de ellas todavía se conservan. Eran estas las de Poderoso, Ciruelo, San Juan (hoy plaza de la Constitución), y por supuesto la Plaza Mayor.
En 1820 la localidad quedó dividida en seis cuarteles (sectores o distritos):
| - 1.º Poderoso. - 2.º Calles de Ana Moreno, Barruelo y San Juan. - 3.º Carrera y Altozano. |  | - 4.º Calles María Andrés (salida al camino de Consolación) y Barrizal (hoy calle Rosales). - 5.º Calle Real y Cantarranas. - 6.º Encalada (hasta el convento) y Lamparita. |

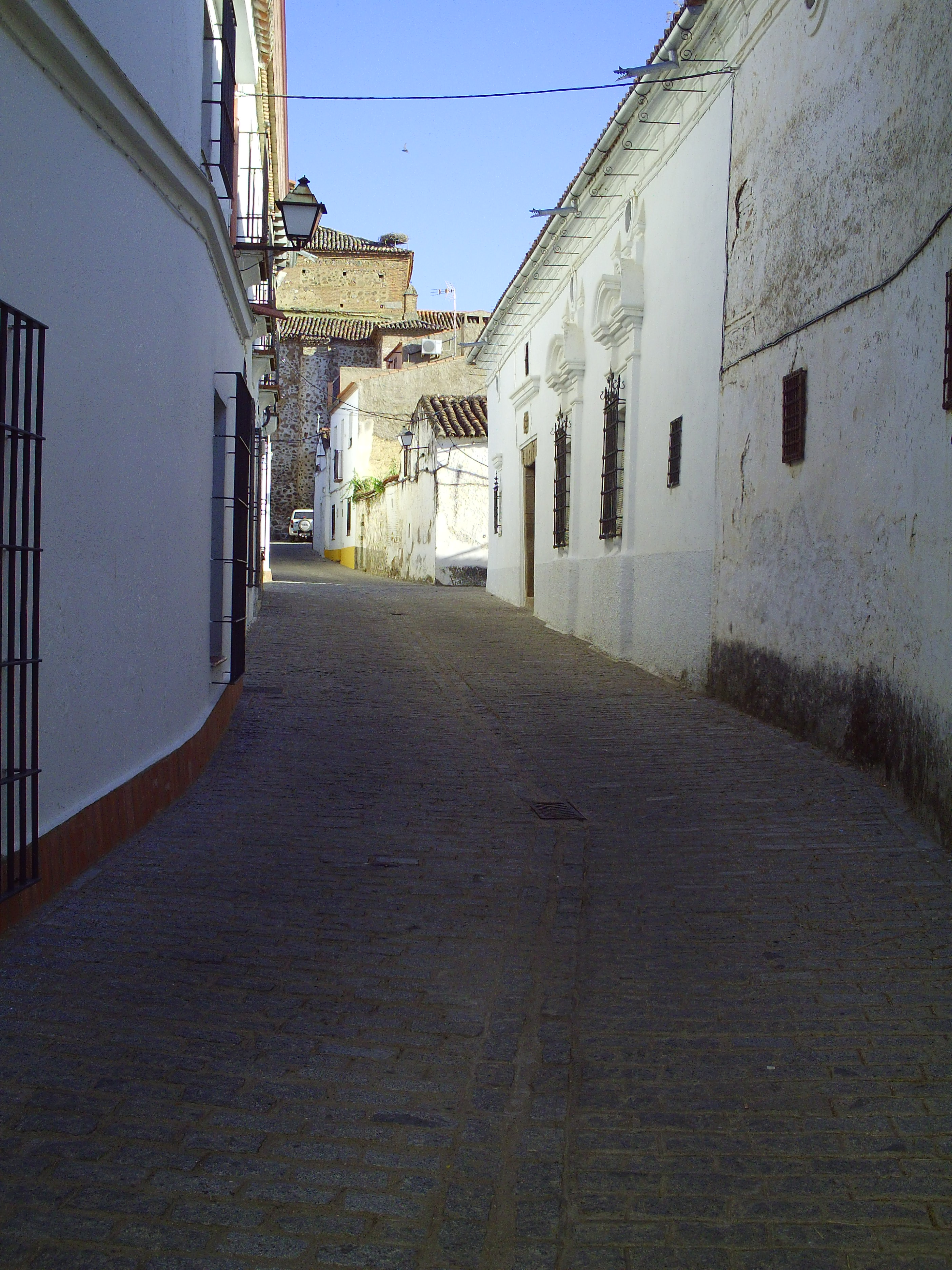
Calle San Juan.

El crecimiento de la población motivó en 1860 que se empezara a construir el barrio Nuevo o barrio de El Rollo, que recibió este nombre por estar enclavado allí el Rollo Grande. Este Rollo estaba a la puerta del cementerio civil y fue destruido por un rayo en 1870. En la posguerra este barrio fue conocido como las Casas Nuevas. Desde este rollo, partían los caminos hacia Castilblanco y de la Barca. Había otro rollo, el denominado Rollo Chico realizado en cal y ladrillo, que se encontraba al final de la calle la Feria, y estuvo en pie hasta los años 1950, cuando la expansión urbanística lo consideró un obstáculo para el tráfico. A partir de los años 1970 comienzan los planes de ordenación urbana aumentando así el tamaño de las calles y ensanchándose el tamaño de los barrios como Rollo Grande, o creando nuevos barrios como el Morro, plaza de toros y los Bueyes.
En el plano urbano físico, se distinguen en él, su origen, es decir, el casco antiguo, y los ensanches establecidos en el siglo XX, cuando creció en mayor medida. Su centro se ha desplazado hacia el este según ha ido creciendo, pasando de la parte antigua Iglesia, la plaza y el Convento a la zona del ensanche Cantarranas, la Palmera y la Feria. La actividad turística se reparte entre la nueva zona centro de la localidad, el palacio de cultura y el casco antiguo, donde se encuentran la iglesia, calles antiguas y casas solariegas. El boom urbanístico y la especulación de la segunda mitad del siglo XX provocaron un crecimiento descontrolado y se planificó de mala manera. En la actualidad esto se intenta corregir con el Plan de Ordenación Urbana (POU). Se han construido más calles y mejorado los accesos, pero el tráfico continúa resultando algo caótico en horario de mañana. El entramado urbano se estructura en varias avenidas grandes —la Palmera, Comendador Arias Pérez, Extremadura— que vertebran la mayor parte del mismo, facilitando la circulación. Hacia el oeste se ha ido conformando una zona más industrial, con el polígono, así como el recinto ferial y la ITV.

## Organización político administrativa

### Administración municipal
Ayuntamiento

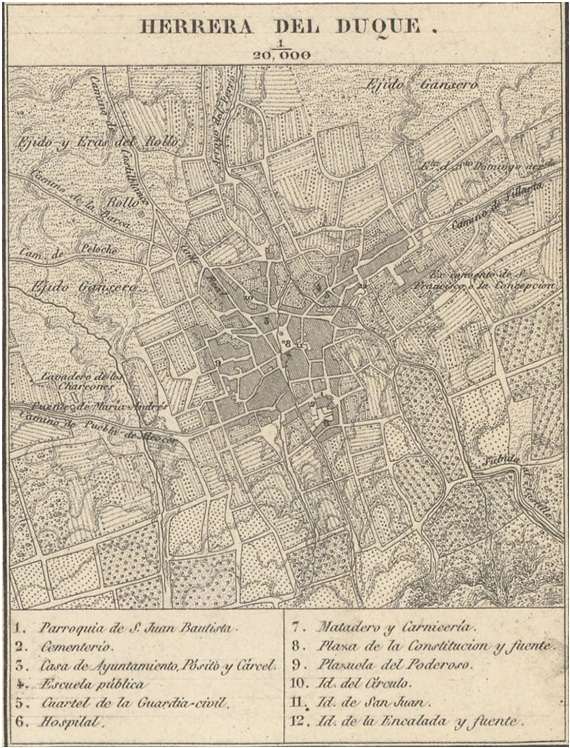
Plano de población 1848 - 1868.

El órgano de gobierno del municipio es su ayuntamiento, formado, según lo establecido en la legislación electoral española, por once concejales elegidos cada cuatro años por sufragio universal de todos los ciudadanos mayores de 18 años empadronados en el municipio. Al inicio de cada legislatura, los concejales nombran de entre ellos a quien va a ocupar el cargo de alcalde - presidente, quien preside y representa al ayuntamiento. Corresponde al alcalde dirigir el gobierno y la administración municipal.
El actual ayuntamiento queda constituido en seis concejalías:
- Concejalía de educación. Gestión del centro de educación infantil.
- Concejalía de urbanismo, sanidad, seguridad ciudadana, protección civil y vivienda.
- Concejalía de cultura, empleo, formación, participación ciudadana, nuevas tecnologías y gestión Universidad Popular.
- Concejalía de juventud, deporte, festejos y promoción empresarial, personal y gestión de compras.
- Concejalía de turismo, bienestar social, medio ambiente e igualdad.
- Concejalía de hacienda y presupuesto, agricultura y ganadería.

El ayuntamiento ofrece servicios básicos, administrativos y forma parte del programa de «Ciudades saludables y sostenibles», movimiento municipal promovido por la Organización Mundial de la Salud desde 1986. Su labor se basa principalmente en la actuación sobre dos de los factores que más influencia ejercen sobre el nivel de salud de una comunidad: estilos de vida y calidad ambiental. Utiliza como pilares básicos la cooperación de todos los sectores de la comunidad (medio ambiente, sanidad, servicios sociales, urbanismo) y la participación ciudadana.
Elecciones y alcaldes
Desde las primeras elecciones municipales democráticas en 1979, la población ha sido gobernada por diferentes partidos y coaliciones de gobierno. En las elecciones municipales de 2007 el ayuntamiento dejó de estar representado por primera vez el partido de Izquierda Unida (IU) acrecentándose el bipartidismo PSOE-PP. En las elecciones municipales de 2011, el PSOE, con Saturnino Alcázar a la cabeza, consigue una amplia mayoría absoluta con 7 concejales, igual que en las elecciones de 2007.
| Partido político                         | 2011  | 2011  | 2011       | 2007  | 2007  | 2007       | 2003  | 2003  | 2003       |
| Partido político                         | Votos | %     | Concejales | Votos | %     | Concejales | Votos | %     | Concejales |
| Partido Socialista Obrero Español (PSOE) | 1574  | 61,99 | 7          | 1512  | 60,53 | 7          | 996   | 40,74 | 5          |
| Partido Popular (PP)                     | 949   | 37,38 | 4          | 866   | 34,67 | 4          | 1030  | 42,13 | 5          |
| Izquierda Unida (IU)                     | 0     | 0     | 0          | 108   | 4,32  | 0          | 205   | 8,38  | 1          |
| Partido Independiente (PI)               | 0     | 0     | 0          | 0     | 0     | 0          | 176   | 7,2   | 0          |

| Periodo   | Nombre del alcalde         | Coalición de Gobierno |
| --------- | -------------------------- | --------------------- |
| 1979-1983 | Alfredo Rivas              | PSOE                  |
| 1983–1999 | Vicente Paredes            | PSOE                  |
| 1999–2001 | Santiago Emiliano Zambrano | PSOE                  |
| 2001–2002 | Sebastián Carrasco         | IU                    |
| 2002–2003 | Federico Pacheco           | PP                    |
| 2003-2007 | Federico Pacheco           | PP                    |
| 2007-2011 | Saturnino Alcázar          | PSOE                  |
| 2011-2015 | Saturnino Alcázar          | PSOE                  |
| 2015-2019 | Saturnino Alcázar          | PSOE                  |

### Administración judicial
El municipio es la capital de partido judicial homónimo, de la que forman parte diecisiete municipios del este de la provincia de Badajoz. Se creó como partido judicial contemporáneo en 1834, tras la caída del Antiguo Régimen, los pueblos de la comarca formaron el partido de Herrera del Duque y Puebla de Alcocer. Los nuevos partidos judiciales eran los menos poblados de los catorce en los que se dividía la provincia de Badajoz. El partido de Herrera estaba formado por trece pueblos, y poco más de quince mil habitantes y el de Puebla de Alcocer, catorce pueblos y algo menos de quince mil habitantes. Los cambios demográficos aconsejaron la modificación de los antiguos partidos judiciales a partir de 1965. El partido de Puebla de Alcocer desapareció y sus pueblos se repartieron entre los limítrofes. La mayor parte, con la capital, y el resto se integraron en el de Herrera del Duque.

### Administración autonómica

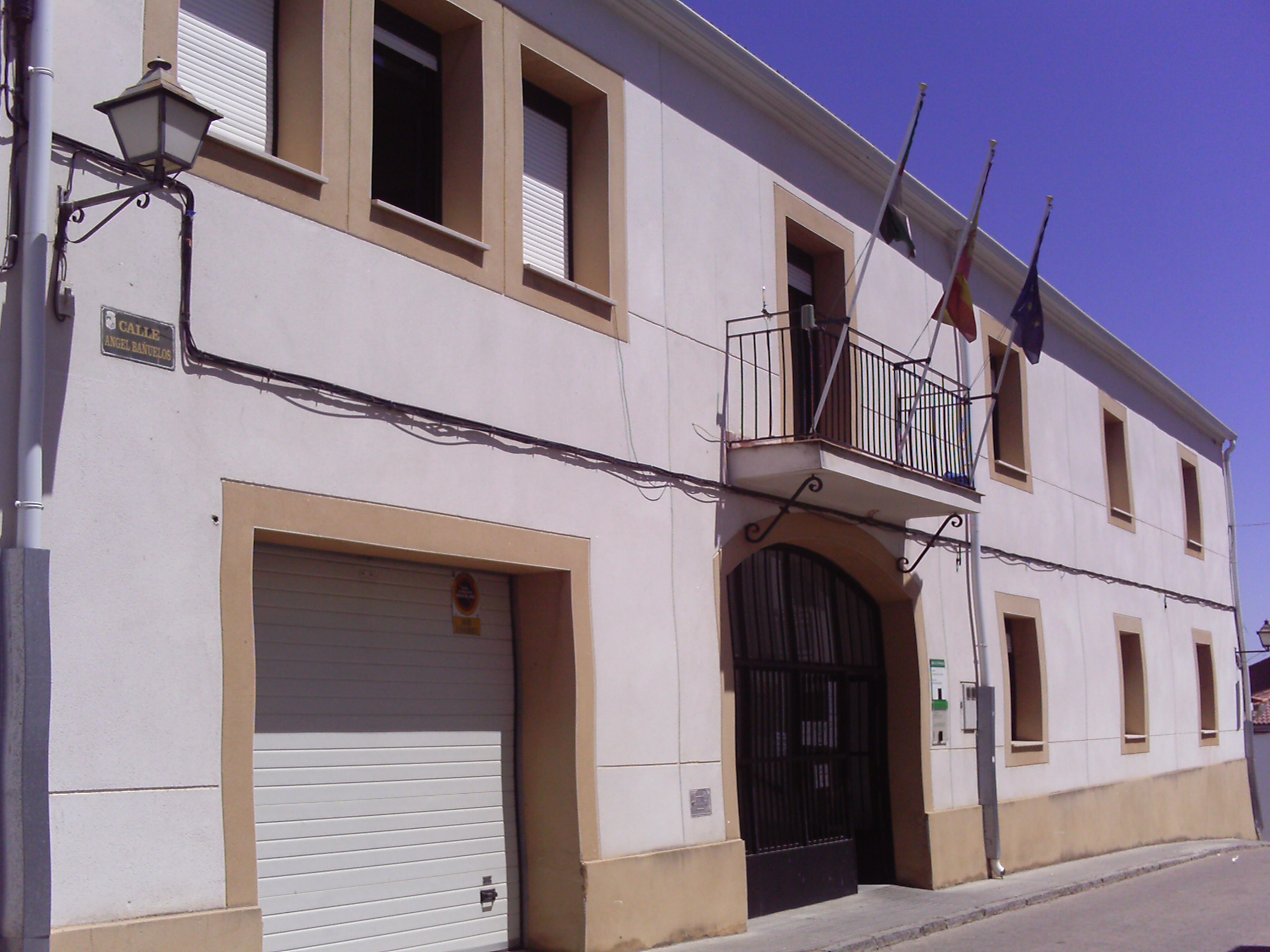
Centro de atención administrativa, oficina comarcal agraria y veterinaria.

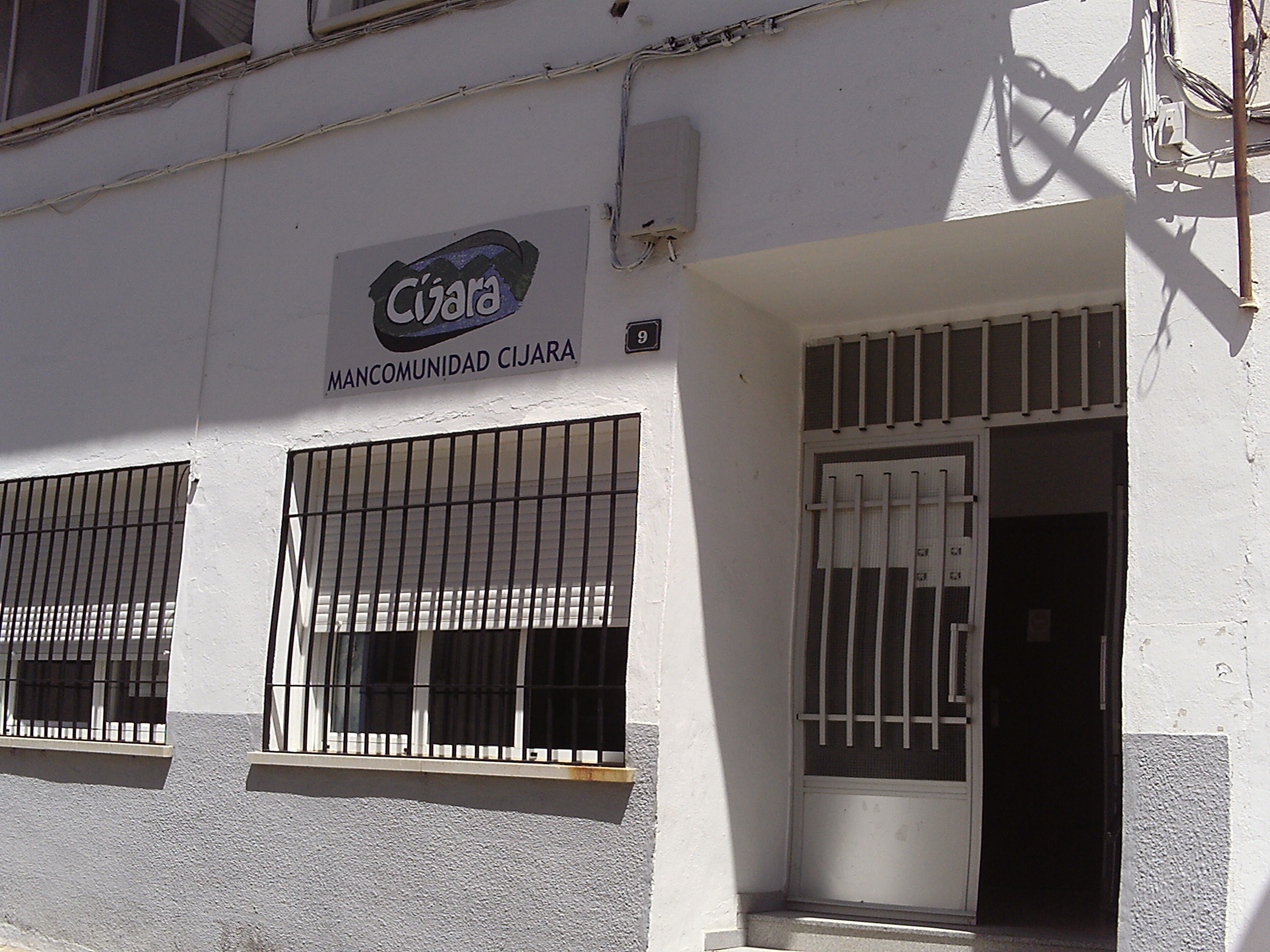
Mancomunidad de Cijara.

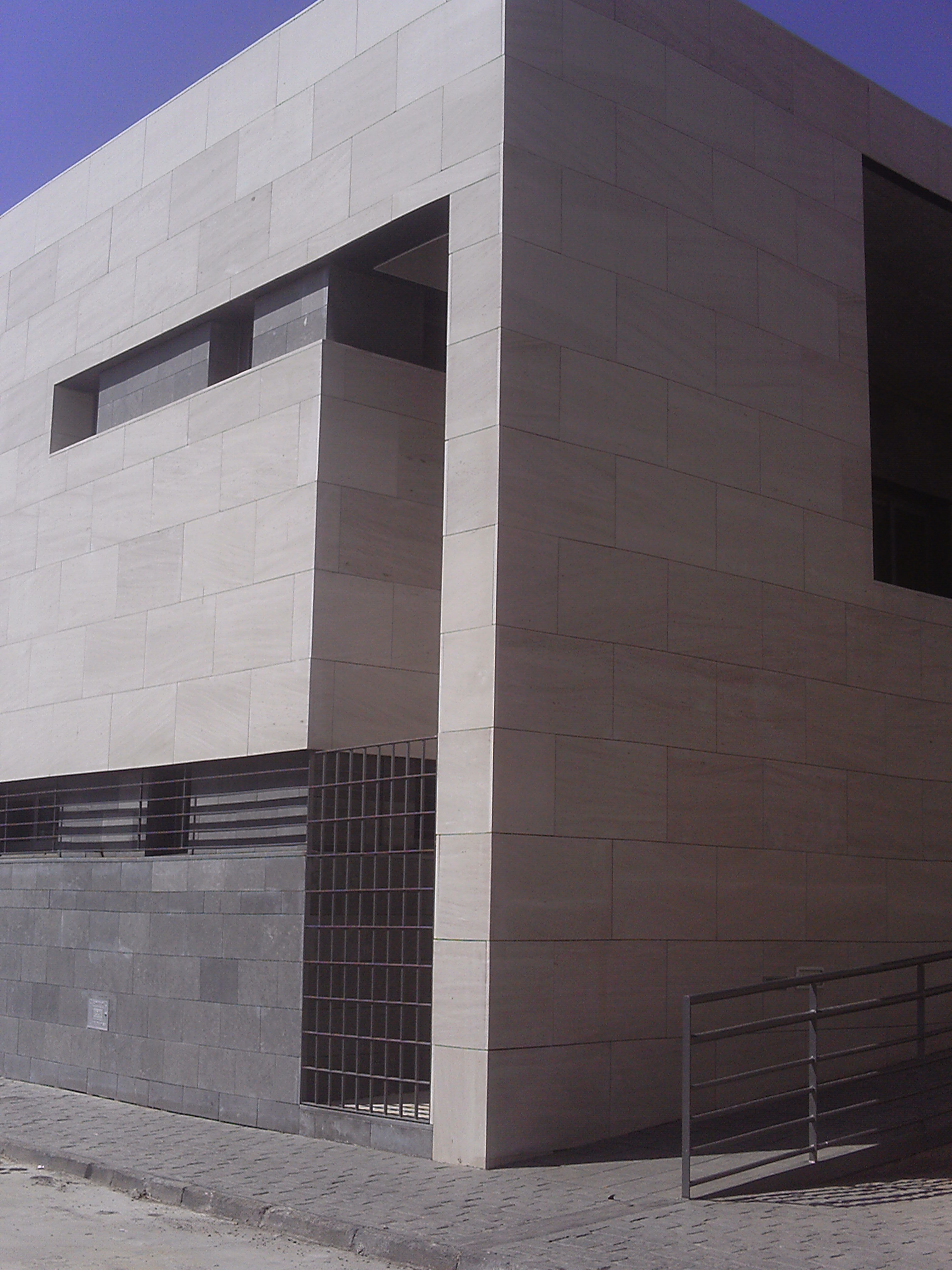
Organismo Autónomo de Recaudación.

La localidad alberga gran parte de los servicios de la Diputación Provincial de Badajoz y de la Junta de Extremadura para la localidad y para los pueblos de la comarca.
SEXPE (Servicio Extremeño Público de Empleo)
Es un organismo autónomo, de carácter administrativo, con personalidad jurídica propia y adscrita a la Consejería de Igualdad y Empleo que tiene como finalidad la ejecución de las políticas de empleo del gobierno de Extremadura. El municipio acoge la oficina del «SEXPE» de la comarca y tiene servicios como formación, escuelas taller y orientación laboral.
Centro de atención administrativa, oficina comarcal Agraria y veterinaria.
Su función es dar información sobre los requisitos para entrar en las distintas bolsas de empleo.
También se ocupa de facilitar subvenciones agrarias y ganaderas, dar información sobre las campañas ganaderas y agrícolas, asesoramiento para tramitar todo tipo de documentos y dar los registros a cualquier organismo público. El saneamiento y prevención de enfermedades en ganado ovino, caprino y bovino, registro de explotaciones ganaderas y transporte de animales vivos, etc. De ella dependen las Oficinas Veterinarias Subcomarcales de Siruela y Talarrubias.
Oficina Mancomunidad Cijara
Esta Mancomunidad atiende fundamentalmente aquellos servicios que por su coste o demanda no sean accesibles para la mayor parte de los pueblos que la componen. Los asuntos sociales y culturales, así como las infraestructuras y equipamiento son prioritarios en la gestión de los presupuestos. En noviembre de 1996, los concejales de los ayuntamientos promotores de Herrera del Duque, Fuenlabrada de los Montes, Valdecaballeros, Castilblanco, Helechosa de los Montes y Villarta de los Montes, elaboraron el Estatuto de la Mancomunidad de Servicios «Cijara» constituidos en Asamblea. A priori la Mancomunidad de Servicios Cijara, surgió para explotar el servicio de Recogida de Residuos Sólidos Urbanos. La Mancomunidad presta servicios gestionados indirectamente, como son la recogida de residuos sólidos urbanos, recogida de muebles y enseres, recogida de pilas, recogida de neumáticos fuera de uso, servicio de podología y el acondicionamiento de caminos públicos rurales.
Oficina del organismo de recaudación autónomo
El OAR es un organismo autónomo de carácter administrativo dependiente de la Diputación Provincial de Badajoz. Es una entidad de derecho público cuya función es la recaudación ejecutiva de los derechos económicos de la comunidad autónoma de Extremadura y la gestión tributaria y recaudatoria de los derechos económicos delegados mediante convenios suscritos con municipios y otras entidades de derecho público como mancomunidades de municipios, comunidades de regantes, consorcio de gestión medioambiental, entre otros.
Ceder la Siberia.
El ceder La Siberia, nació en 1994 para impulsar el desarrollo de la comarca constituida por los municipios que forman las mancomunidades integrales de Cijara y La Siberia. Desde 1998 gestiona el programa «Proder», «Proder II» y el programa «Leader» para subvencionar proyectos relacionados con el desarrollo rural y la promoción del turismo. Entre sus objetivos figura detener la emigración, poner en revalorización el sector forestal y agropecuario de la comarca, mejorar la industria existente y atraer a otras nuevas, mejorar y explotar el medio físico y ambiental.

## Infraestructuras y equipamiento

### Servicios públicos

#### Educación
La educación depende de la Consejería de Educación y Cultura de la Junta de Extremadura, que asume las competencias de educación a nivel autonómico. El municipio cuenta con:

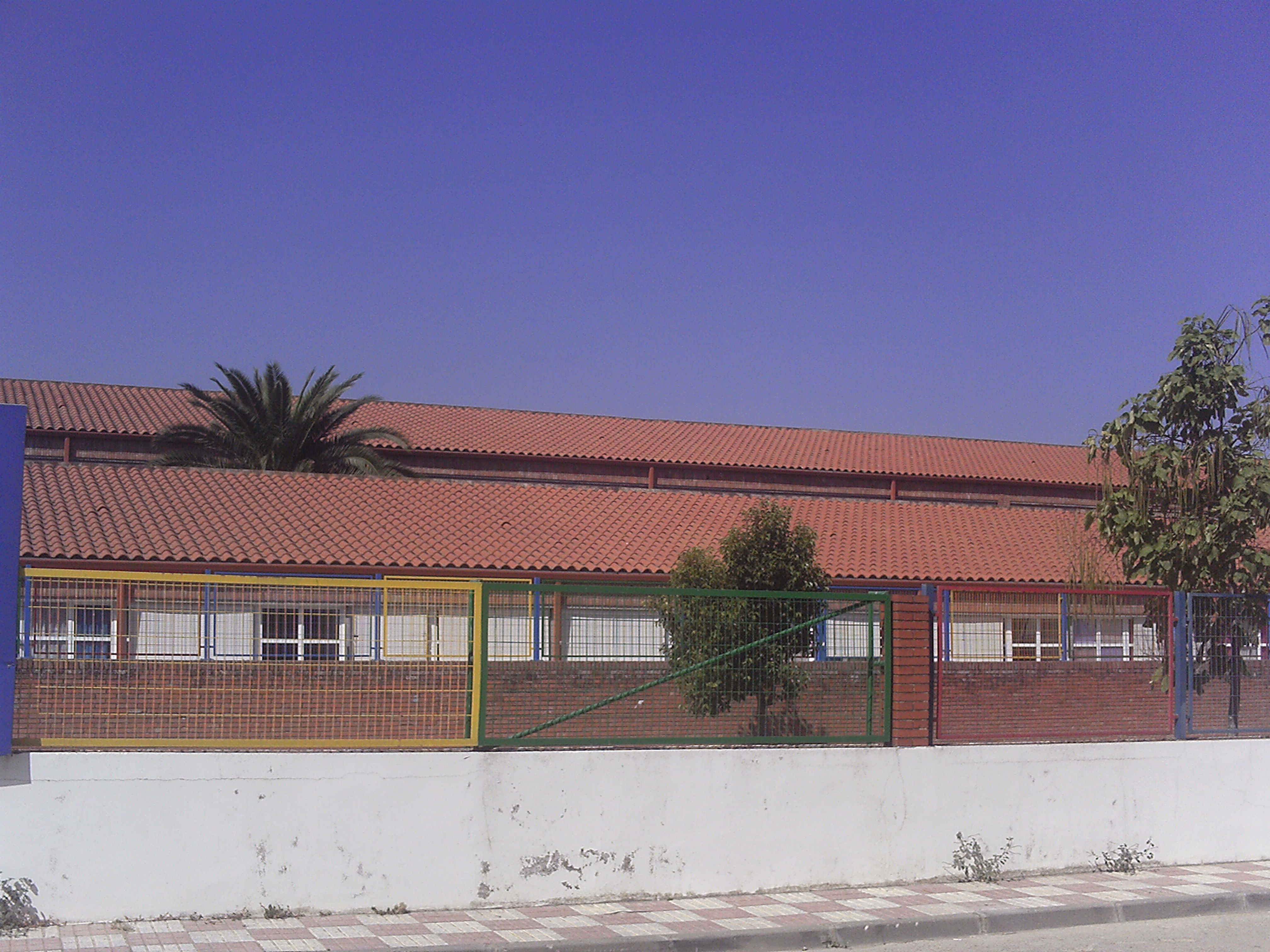
CP Fray Juan de Herrera

- Colegio Público Fray Juan de Herrera. Es un centro público de educación infantil y primaria. El colegio tiene como misión satisfacer las necesidades y demandas de la población en el ámbito de la educación, proporcionar al alumnado mediante su esfuerzo y ayuda, una buena formación, tanto académica como humana, que les prepare bien para las etapas posteriores de su vida, impartir una educación de calidad, atenta a los cambios que genera la evolución social y proyectar una labor educativa y cultural en la vida de la comarca. Para ello, el colegio se encuentra en coordinación con: AMPA, IES Benazaire, Universidad de Extremadura, ayuntamiento, SES y bomberos.[63]
- Instituto de Enseñanza Secundaria Benazaire. El centro imparte ESO, bachillerato, ciclos formativos de gestión administrativa y auxiliar de enfermería y Garantía Social. Al centro asisten alumnos, procedentes de Herrera del Duque, Peloche, Castilblanco, Fuenlabrada de los Montes, Villarta de los Montes, Valdecaballeros y Helechosa de los Montes.[64]

- Centro de adultos. Oferta de formación para personas adultas: alfabetización (nivel I), cultura base (nivel II), ESPA (secundaria para adultos), preparación de pruebas para el graduado de secundaria, preparación pruebas acceso ciclos de formación profesional.
- Centro educación infantil. Inaugurado en el año 2011, con nuevas instalaciones, de más de 1200 m². El Centro tiene una capacidad para 70 niños en escolarización entre 0 a 3 años.[65]

#### Sanidad

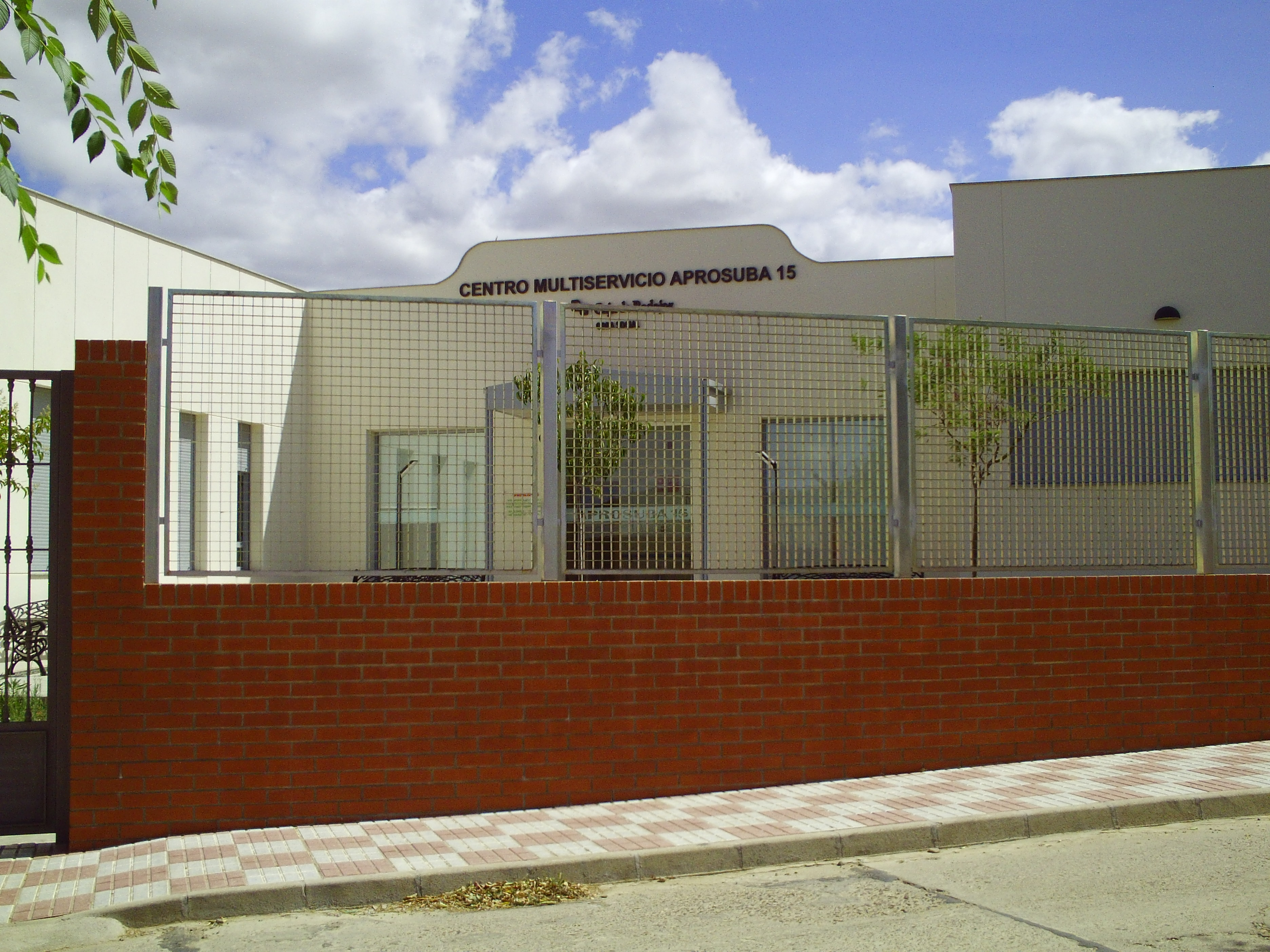
Centro Aprosuba 15.

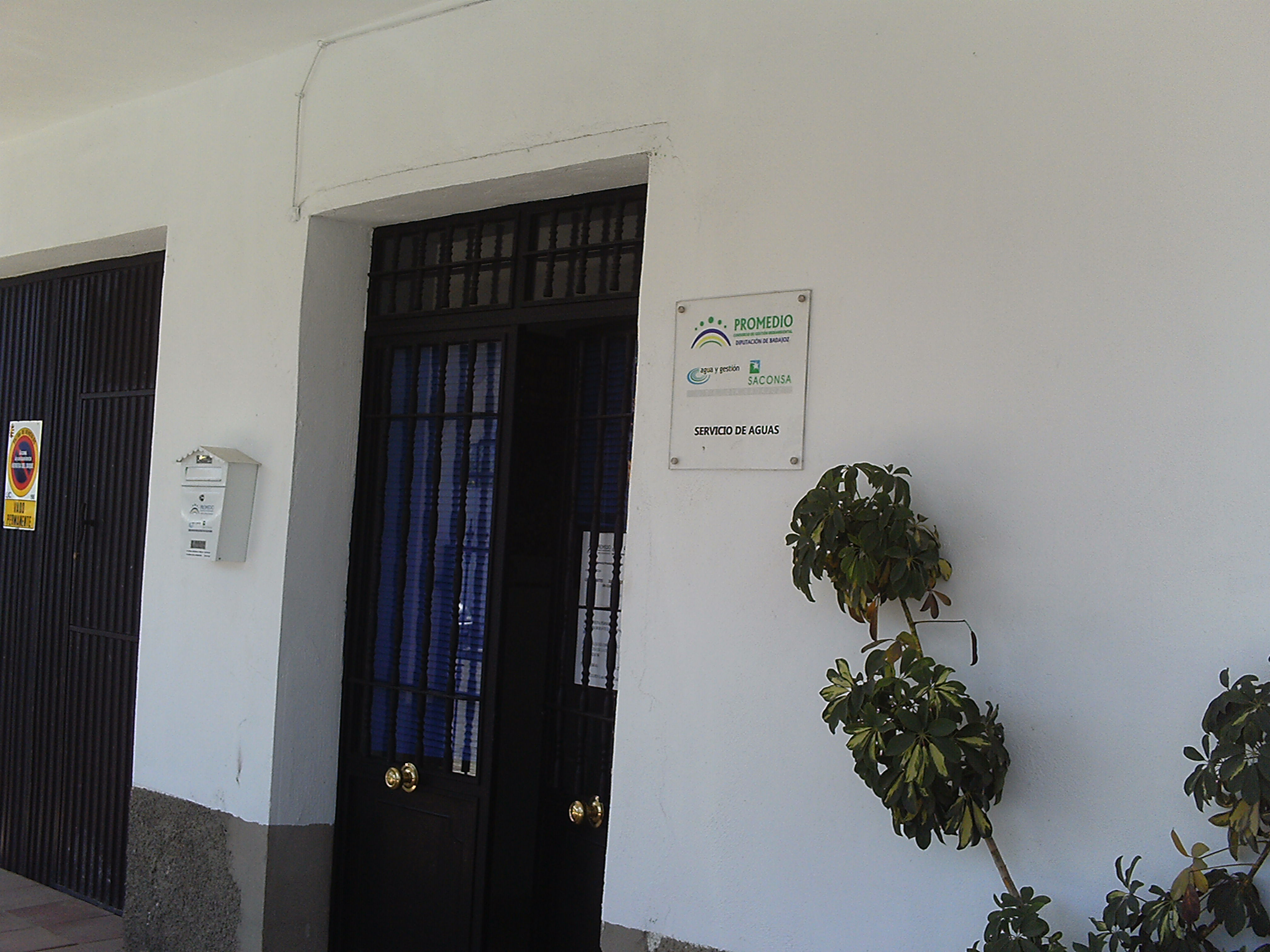
Oficina de Promedio.

La comarca pertenece al Área de Salud de Don Benito - Villanueva, dentro de la división del Servicio Extremeño de Salud. El centro de salud abarca a los pueblos de Peloche, Castilblanco, Helechosa de los Montes, Villarta de los Montes, Valdecaballeros y Bohonal de los Montes, prestando atención sanitaria a una población de unos 7000 habitantes. El hospital de regencia del Área de Salud es el Hospital Don Benito - Villanueva, el cual comenzó a funcionar en el año 1978, también es el centro de referencia para el hospital de Talarrubias y los centros de salud de las comarcas de la Siberia, La Serena y Vegas Altas. El centro ha sido varias veces reformado y ampliado, dando origen a la base de la Unidad móvil de Emergencia Rural (UMER) de la comarca, disponible las 24 horas.

#### Servicios Sociales
- Residencia Club de Ancianos La Siberia. La residencia club La Siberia es un centro para personas de la tercera edad. Ofrece residencia a 42 ancianos válidos y una unidad para asistidos, que acoge a 22 ancianos más. La titularidad depende de la Junta de Extremadura, dentro de la Consejería de Salud y Política Social de la Junta de Extremadura de Promoción de la Autonomía y Atención a la Dependencia (SEPAD), junto con la colaboración del ayuntamiento.[67]
- Centro Aprosuba 15. Cuenta con una superficie de 2400 m² y dota a la asociación de las infraestructuras necesarias para el desarrollo de su actividad: servicio de atención temprana, de habilitación funcional, centro de día, centro ocupacional, aula de educación especial en dos ciclos y servicios de comedor.[68]

#### Seguridad ciudadana
En la localidad está operativo el sistema de Emergencias 112, que mediante un número de teléfono gratuito 112, atiende cualquier situación de urgencias en materia sanitaria o desastre, extinción de incendios, salvamento, seguridad ciudadana y protección civil. Los teleoperadores de 112 Extremadura atienden las llamadas de urgencia y emergencia en español, inglés, francés o alemán, incorporando además la atención de llamadas en árabe. La estrategia de seguridad ciudadana que se establece en la localidad, ante grandes acontecimientos de movilización y reunión de personas, tales como la Semana Santa, Feria, encuentros de fútbol, entre otros eventos, planificando desde el ayuntamiento, con la colaboración de un equipo de especialistas que coordina, desde el Centro 112 situado en Mérida, para cualquier tipo de urgencia y emergencia, y además de técnicos pertenecientes de todos los sectores. Así se movilizan a policía local, Protección Civil, Bomberos, Infoex, Guardia Civil, Cruz Roja y el servicio de emergencias sanitarias conocido como 112.

#### Abastecimiento y otros servicios
El servicio de abastecimiento de agua es gestionado desde el año 2010 por el Consorcio de Gestión Medioambiental de la Diputación de Badajoz, Promedio. La prestación del servicio se realiza por concesión de la explotación durante los años 2010-2014 a la unión temporal de empresas formada por Agua y Gestión–Saconsa. El consorcio atiende a los ciudadanos ante cualquier necesidad o duda en un servicio básico del agua de consumo, consulta administrativa relacionada con el suministro, coordinando además la lectura de contadores de los abonados. El servicio técnico está operativo las 24 horas del día según el sistema establecido, los técnicos y la gerencia de Promedio se encargan de velar por el correcto funcionamiento del servicio a través de revisiones y análisis periódicos. El agua que suministra Promedio se encuentra embalsada en el pantano de García de Sola, situado a 8 km de la población. La planta de tratamiento tiene una capacidad de potabilización de 200 m³ por hora.
La depuración de aguas residuales se realiza en las estaciones de depuración de aguas residuales (EDAR), donde se elimina la contaminación del agua para su devolución al medio ambiente en condiciones adecuadas. Hay dos plantas depuradoras de aguas residuales, una en la localidad y la otra en la pedanía de Peloche.
La localidad está integrada desde el año 2012 en el Consorcio de Residuos Sólidos y Urbanos de Promedio, que incluyen 31 municipios de la zona y son los encargados de recoger la basura depositada en los contenedores de reciclaje colocados en el casco urbano. Tienen una planta de transferencia ubicada en el término municipal de Talarrubias.
La electricidad en el municipio proviene de la Central hidroeléctrica de Cijara y de García sola, que generan unos 200 kWh, y da suministro a toda la comarca, gestionadas ambas centrales por la Compañía Iberdrola.
Para suministrar combustible a los vehículos de la zona, y a los que transitan por las carreteras N-502 y BA-138, hay dos estaciones de servicio, una dentro del municipio y otra a la salida; la primera es del grupo Repsol YPF. Esta gasolinera se nutre de combustible mediante camiones cisternas procedentes de los depósitos que la Compañía Logística de Hidrocarburos (CLH). La otra es de la compañía Cepsa. Hay también un punto de gas butano, que abastece a Herrera del Duque y sus pedanías, así como a otras localidades cercanas. Tiene su almacenaje en la carretera BA-138.
Para el abastecimiento de alimentos perecederos tales como (frutas, verduras, carne y pescado) existen en la localidad varios supermercados, algunos de ellos de cadenas nacionales tales como Carrefour, Spar o Día, además de un buen número de pequeños establecimientos tradicionales de alimentación.

### Comunicaciones y transportes
Principales vías de comunicación
El artículo 7 de la Ley sobre Tráfico, Circulación y Seguridad Vial (aprobada por RDL 339/1990) atribuye a los municipios unas competencias suficientes para permitir, entre otras, la inmovilización de vehículos, la ordenación y el control del tráfico rodado y la regulación de sus usos. Dada la situación geográfica de la localidad por su cercanía a otras provincias, como son Toledo y Ciudad Real, cuenta con varias carreteras que unen el municipio con el resto de España.
| Identificador | Denominación                      | Itinerario |   |
| ------------- | --------------------------------- | --- | - |
| N-430         | Carretera nacional N-430          | Comunica el oeste y este de la península ibérica. Nace a 8 km de Santa Amalia y llega hasta Valencia. A partir de Ciudad Real se convierte en la autovía A-43 | . |
| N-502         | Carretera nacional N-502          | Comunica Ávila con Córdoba. Pasa a su vez por ciudades importantes como Talavera de la Reina o Almadén.                                                       |   |
| BA-138        | Herrera del Duque con Talarrubias | Comunica con Talarrubias a través del pantano de García de Sola.                                                                                              |   |

La siguiente tabla muestra las distancias que existen entre algunas ciudades y otras poblaciones próximas:
| Localidades               | Distancia (km) | Ciudades                | Distancia (km) | Capitales   | Distancia (km) |
| ------------------------- | -------------- | ----------------------- | -------------- | ----------- | -------------- |
| Fuenlabrada de los Montes | 11 km          | Villanueva de la Serena | 92 km          | Ciudad Real | 124 km         |
| Castilblanco              | 16 km          | Don Benito              | 96 km          | Mérida      | 137 km         |
| Valdecaballeros           | 26 km          | Talavera de la Reina    | 106 km         | Cáceres     | 153 km         |
| Garbayuela                | 29 km          | Trujillo                | 108 km         | Toledo      | 190 km         |
| Villarta de los Montes    | 41 km          | Navalmoral de la Mata   | 130 km         | Badajoz     | 196 km         |
| Casas de Don Pedro        | 41 km          | Almendralejo            | 166 km         | Córdoba     | 207 km         |
| Helechosa de los Montes   | 46 km          | Plasencia               | 184 km         | Madrid      | 236 km         |

Transporte público
La parada de autobuses se halla situada en la avenida de la Palmera, y une regularmente la población con otras ciudades españolas, así como con localidades cercanas. Dentro de la provincia de Badajoz, la empresa Unionbus tiene varias líneas que unen el municipio con los distintos pueblos de las mancomunidades de Cijara, La Siberia y La Serena, así como con Mérida, Badajoz y Cáceres. Los autocares Sealsa del Grupo Samar, une la localidad con los pueblos cercanos de la provincia de Toledo, con Talavera de la Reina incluso con Madrid pasando por Alcorcón y Móstoles. También hay concedidas varias licencias de taxi en Herrera del Duque.
El municipio carece de estaciones de ferrocarril, por lo que para hacer uso de este servicio hay que desplazarse a la estación de Villanueva de la Serena que es la más próxima o a otras como las de Don Benito, Cabeza del buey, o para trayecto del AVE a la estación de Ciudad Real. Los aeropuertos de pasajeros están muy alejados del municipio. Los más cercanos, son el Badajoz a 199 km, el de Córdoba a 207 km y el de Madrid que se encuentra a unos 233 km.

## Economía
El municipio es el principal centro administrativo y eje económico en la mancomunidad de Cijara. Su economía se basa principalmente en el sector servicios, en la agricultura y la construcción, con una limitada aportación del sector industrial.

### Sector primario
Desde siempre las actividades que mayor cantidad de empleo y riqueza generaban eran las relacionadas con los recursos agrícolas y ganaderos, pero, desde la década de 1950-60 se ha venido produciendo un abandono progresivo y lento de los cultivos y aprovechamientos tradicionales. La agricultura, pese a la fuerte pérdida de efectivos dentro del sector agro ganadero, está considerada como uno de los sectores más fuertes de la economía en la comarca. La localidad cuenta con más de 28 928 ha dedicadas al sector agrícola, de las cuales más de la mitad pertenecen a terrenos de pastos y herbáceos. Los terrenos dedicados a los cultivos de secano en su mayoría son de olivar y las restantes hectáreas se dedican básicamente para forraje. Destaca también el terreno adehesado para la cría de ganado ovino y vacuno, principalmente, los alcornoques para la obtención del corcho, el aprovechamiento del pino para su transformación, el terreno dedicado a las explotaciones cinegéticas y las plantaciones apícola.

### Sector secundario

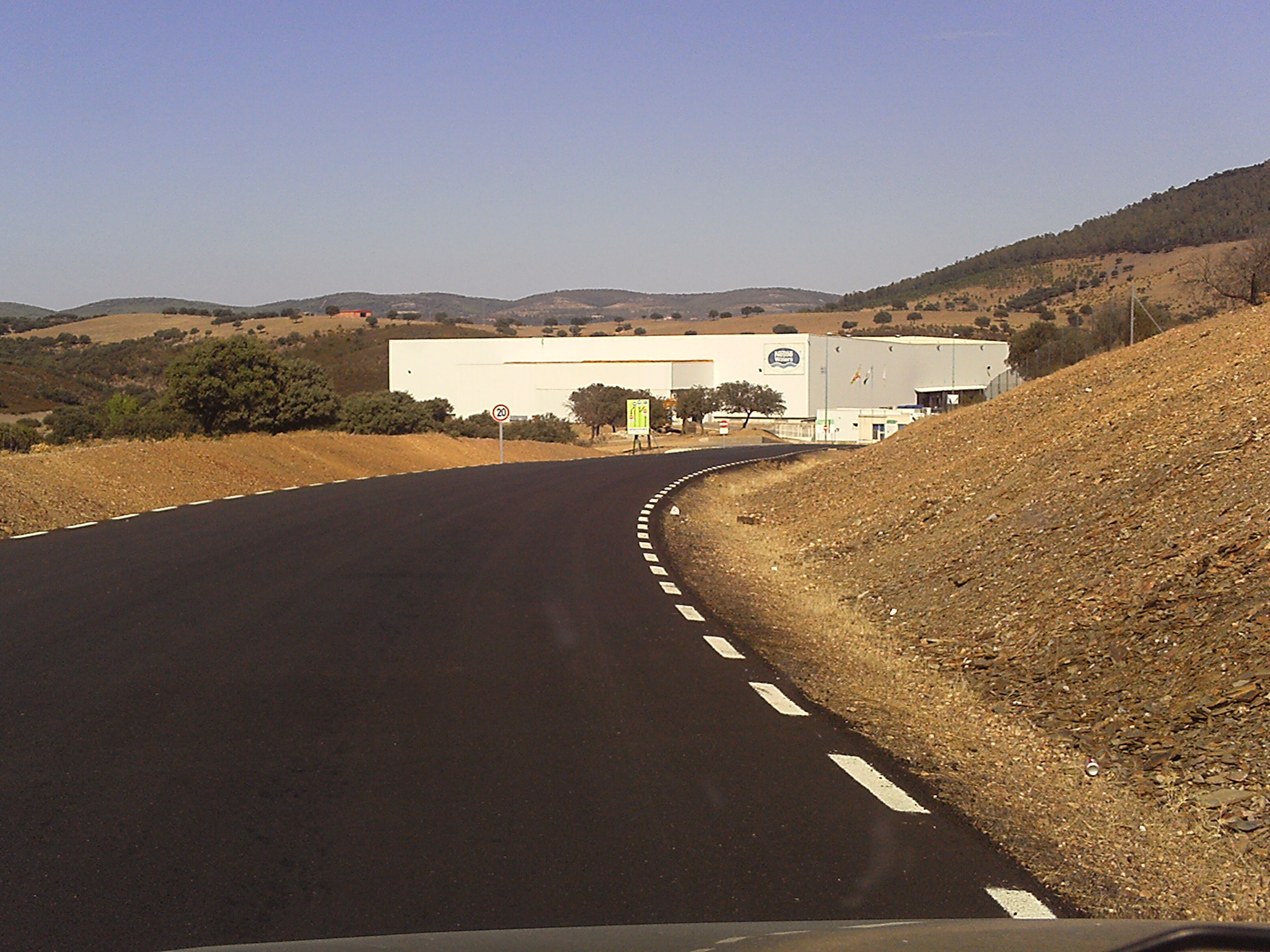
Fábrica de embotellamiento de agua de Nestlé Aquarel Jaras.

El sector industrial es la actividad económica que menos cantidad de empleo genera en la localidad. Este problema se está intentando subsanar con la creación del nuevo polígono industrial que actualmente está en construcción. La mayoría de industrias son del tipo manufactureras. Como la industria de la madera y del corcho, el embotellamiento de agua mineral, la industria de piezas mecánicas de precisión y la industria agroindustrial.
La construcción debido al auge que ha experimentado en los últimos años se ha convertido en un sector clave de la economía de Herrera. Hay que añadir también las empresas relacionadas indirectamente con el sector de la construcción.

### Sector terciario
El sector terciario es el verdadero motor del empleo y la actividad económica en la localidad herrereña, y es la base que ha propiciado y permitido el crecimiento económico y poblacional de las últimas décadas. Que Herrera sea el centro funcional de Cijara ha hecho que aglutine una importante concentración de instituciones y trabajadores que dan servicios a un amplio entorno que abarca no solo a la comarca, sino pueblos cercanos de las provincias de Toledo y Ciudad Real. Dentro del sector servicios las actividades que mayor número de ocupados tienen son las siguientes: Venta y reparación de vehículos, comercio al por mayor e intermediarios, comercio al por menor de alimentación y bebidas, comercio al por menor de productos no alimenticios, hostelería, transporte, la administración pública, educación y actividades sanitarias y veterinarias. Tanto el comercio como las actividades administrativas y la hostelería son las que mayor cantidad de volumen de empleo generan al municipio. Hay una oficina bancaria y dos Cajas de Ahorros.

## Medios de comunicación
Se distribuyen los diferentes periódicos de tirada nacional, también los deportivos As y Marca principalmente y de ámbito regional Hoy y El Periódico Extremadura. Aparte de las cadenas de radio nacionales y autonómicas, hay una emisora comarcal Onda Cero Herrera del Duque que se hace eco de noticias de la zona. En el año 2010 Herrera del Duque accedió a la televisión digital terrestre y tienen amplio espectro todas las cadenas nacionales así como las autonómicas.
El municipio cuenta con su propio periódico local, Hoy Herrera del Duque, formado a partir de una corresponsalía del diario regional Hoy Diario de Extremadura.
En Internet se edita el blog de noticias titulado La Siberia Extremeña que publica los aspectos más noticiosos de Herrera y comarca y en la página web del Ayuntamiento hay una sección titulada "Noticias" donde se informa de diversos temas de interés para los ciudadanos. A partir de 2010, el ayuntamiento empezó a dar servicio de Wi-Fi a todos los vecinos del municipio haciéndose el mismo ayuntamiento operador para gestionar, administrar y mantener la red Wifi municipal.

## Monumentos y lugares de interés

### Monumentos militares

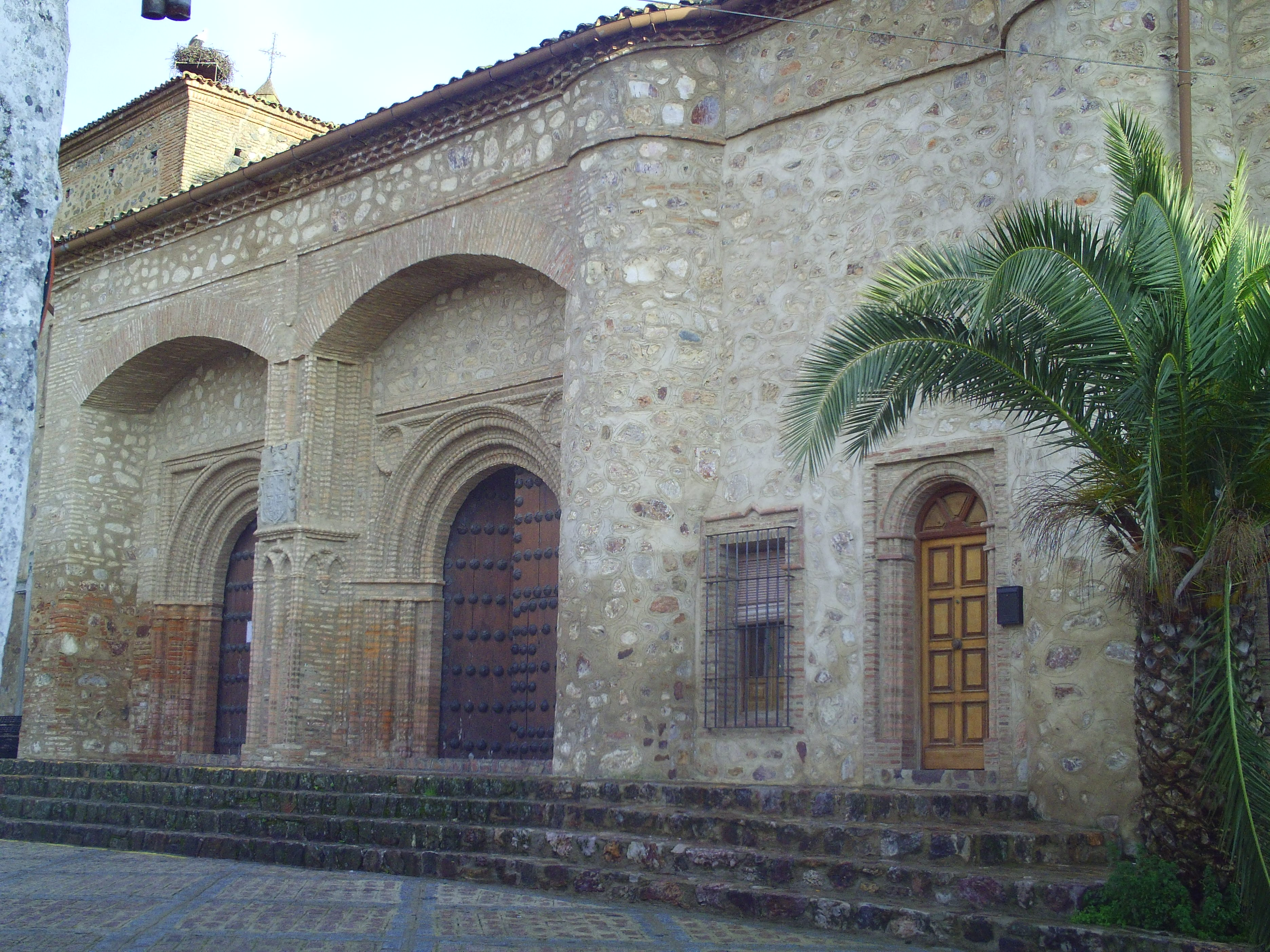
Fachada principal de la iglesia de San Juan Bautista.

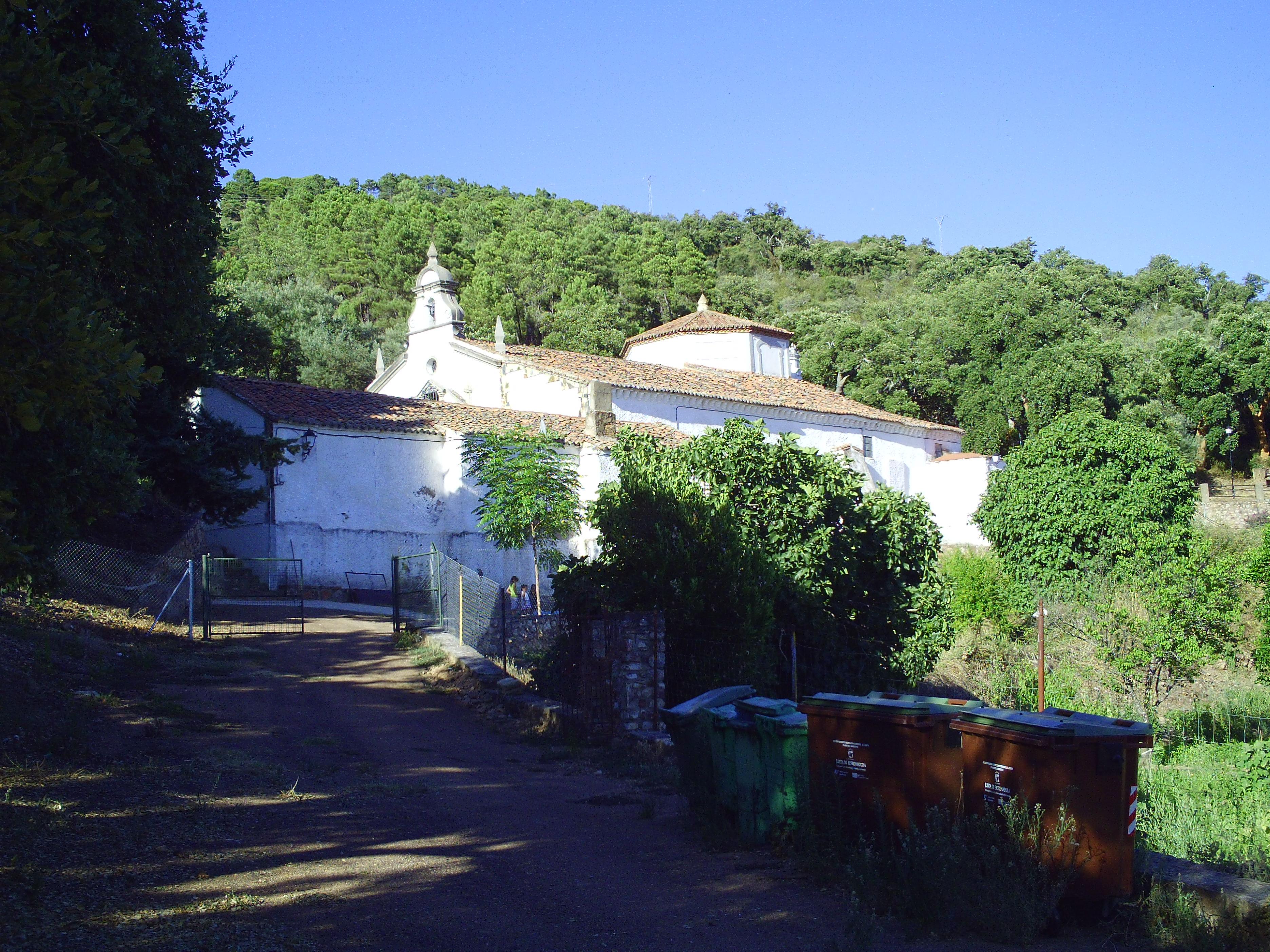
Ermita nuestra señora de Consolación.

Castillo-fortaleza

Se trata del monumento más visible del municipio. Está situado en la cima de una cercana sierra, justo detrás de la población y es visible desde bastantes kilómetros. Su origen es incierto, algunos autores creen que es musulmán mientras que otros piensan que es posterior, sobre el siglo XV. Esta fortaleza junto con la de Puebla de Alcocer y Belalcázar fueron utilizadas por la familia Sotomayor para consolidar su poder en el señorío. El castillo-palacio de Herrera tiene forma de polígono irregular de 8 lados con 183 m de perímetro, los muros alcanzan una altura de más de 20 m en algunos lados y entre 3 y 4 m de grosor.
El castillo se levanta sobre roca natural, que le sirve de cimentación. Los materiales utilizados en su construcción son la piedra y la mampostería en hiladas, tanto en el interior como en el exterior del castillo. La fortaleza perteneció sucesivamente a la Orden de Alcántara y a la jurisdicción de los Ducados de Osuna, Béjar, Vizcondado de Puebla de Alcocer. Hasta los inicios de siglo XIX contó con alcaide nombrado por el titular correspondiente en los tiempos que estuvo ocupado por la Orden de Alcántara, fue adecentado interiormente con un estilo gótico, cuando era comendador Arias Pérez.

### Monumentos religiosos
Iglesia de San Juan Bautista

Se encuentra situada en la parte más alta de la localidad y está dedicada a San Juan Bautista. Su construcción es sólida y tiene proporciones catedralicias, consta de tres naves abovedadas separadas por pilares de gran consistencia. No se sabe con certeza el año de su construcción, los datos más antiguos que se conocen son de 1483, aunque los estudios realizados atestiguan épocas anteriores. Como consecuencia de las ampliaciones realizadas entre 1494 y 1500 el exterior mezcla varios estilos desde un mudéjar primitivo a un gótico final. El interior de la iglesia es de estilo renacentista. La nave central es más alta y ancha que las laterales donde se sigue el culto divino frente al altar mayor. La capilla mayor, reconstruida, está cubierta por una cúpula realizada en 1660. El retablo mayor fue inaugurado y bendecido por el Arzobispo de Toledo en 1956 y ocupa el centro frontal de la iglesia. Es de talla dorada con imágenes policromadas y pintura en tabla. De estilo plateresco, con finas columnas abalaustradas de orden jónico, que forman tres cuerpos iguales de a cinco compartimentos.
Ermita de Nuestra Señora de Consolación

La ermita se encuentra situada a 5 km al oeste del pueblo, en el paraje de los valles de Consolación. Su construcción data del siglo XV. En 1630 se remozaron las naves, el suelo y el campanario de la primitiva capilla. Más tarde, en el siglo XVII se hicieron el camarín, retablo, púlpito, sacristía, hospederías alta y baja y la casa del santero. La capilla es de forma rectangular y de una sola planta, formada de una sola nave con una superficie de 170 m. En el primer tercio de la nave, se eleva un arco sujeto por pilares, donde se encuentra el coro. Recibe la luz de dos orificios, uno circular en la parte superior y otro rectangular en la parte inferior. Al final de la nave de los fieles, y en la parte derecha se eleva un púlpito tallado en piedra caliza. La ermita es de estilo neoclásico. El retablo es la pieza artística más valiosa de Consolación, es dorado de estilo barroco recargado y columnas salomónicas. Se colocó en 1728 para sustituir a uno más sencillo de 1637.
Convento franciscano de la Purísima Concepción

El convento franciscano de la Purísima Concepción fue fundado en 1517 por fray Alonso de Sotomayor, conde de Belalcázar en la ermita de Nuestra Señora de la Merced a un cuarto de legua de su posición actual. En 1603 se traslada a su emplazamiento presente ya que los vecinos de la villa creyeron conveniente una ubicación del convento más cercana. Los restos del convento de la Concepción que todavía permanecen en pie pueden dar una idea de la grandeza del convento. La iglesia, de cruz latina, tiene cúpula con cuatro ventanales para iluminar el crucero, con pechinas y medallones, hoy sin pinturas y deteriorados por los usos que se dieron al conjunto. Toda la iglesia es de estilo clásico. El altar mayor y el retablo que se conservan no son los originales, y sus proporciones resultan inadecuadas para la estructura y dimensiones del edificio. A los lados del pequeño retablo actual están pintados los escudos de los condes de Villapadierna. El convento estuvo en funcionamiento hasta el siglo XIX; cuando llegó el final de su existencia debido a la desamortización de Mendizábal en 1835.

### Monumentos civiles
Plaza de España

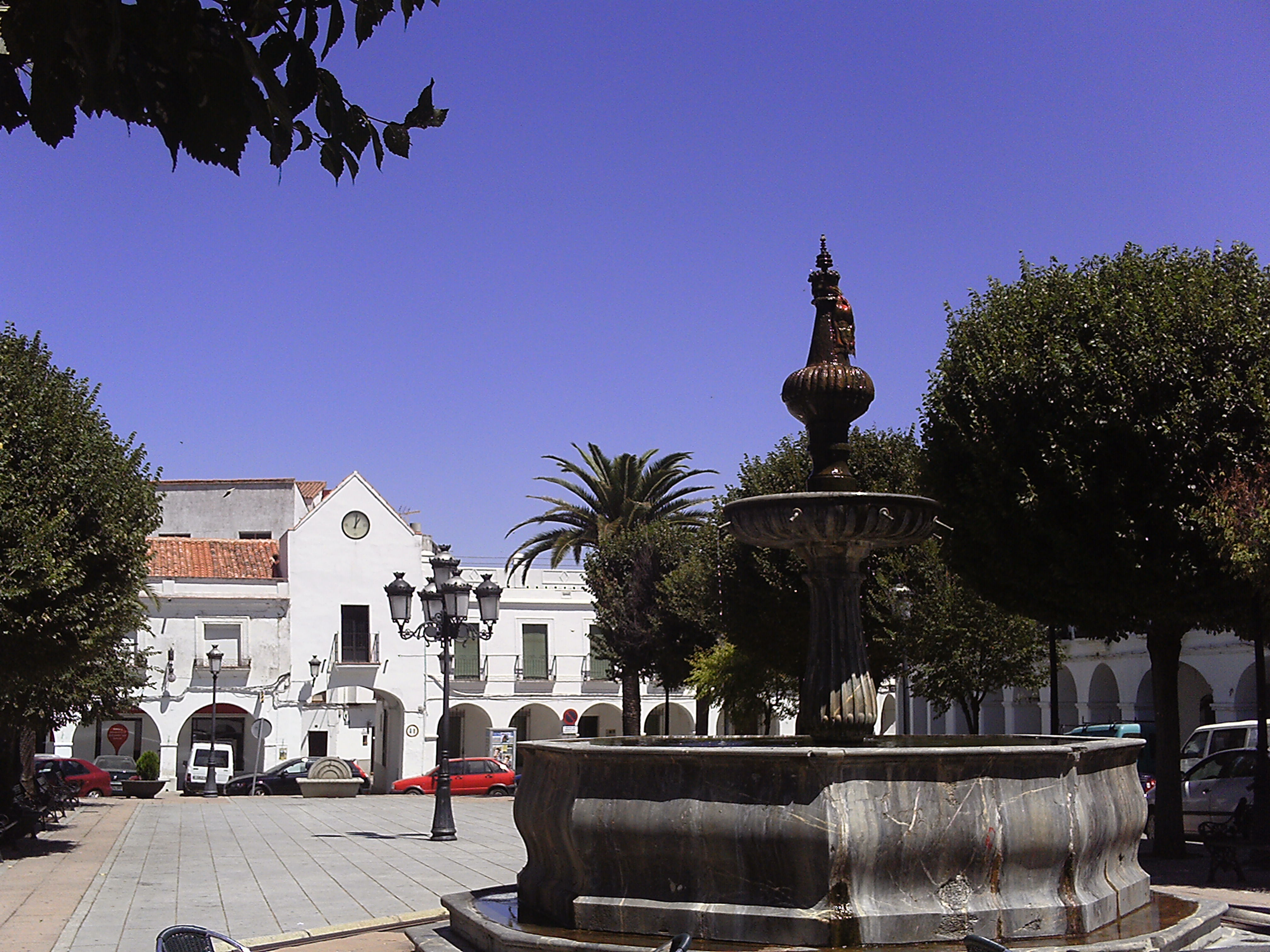
Plaza de España.

La Plaza Mayor o plaza de España en la antigüedad, fue cuadrada y a causa de posteriores construcciones ha quedado reducida a un rectángulo. En la segunda mitad del siglo XX ha sufrido diversas transformaciones que le han hecho perder su fisonomía original. En la actualidad, la población se articula urbanísticamente en torno a una amplia plaza rodeada de galerías porticadas en casi todo su perímetro. Las arcadas se cubren con bóvedas de diferentes tipos. La plaza tiene cinco entradas y se comunica con la calle Cantarranas a través de un arco abovedado, sobre el que antiguamente se situaba la Casa de la Audiencia o del Consejo, en su lugar ahora está el reloj de la localidad.
Plaza de toros
La plaza de toros de Herrera del Duque, data de 1947 pero antes de su construcción, ya existía afición por el mundo taurino. Durante las décadas de 1920 y 1930 al no existir coso taurino, los espectáculos taurinos se hacían en la Plaza Mayor porticada para el disfrute de los mozos del pueblo. Los carros cerraban las cinco entradas a la plaza. La construcción de la plaza de toros se inició en 1947 gracias a la iniciativa del ayuntamiento en los terrenos de las eras de Camacho contiguo a la carretera de Talavera de la Reina en una extensión de 22 áreas. Los terrenos fueron cedidos por Magdalena Camarero Babiano, con la condición de que la plaza tuviera las mismas medidas que la de Talavera de la Reina y que se reservara para ella y sus descendientes directos un palco a la derecha del palco presidencial, el cual nunca se hizo.
El coso taurino se realizó con la colaboración de los vecinos en forma de aportaciones económicas o en jornales. Al principio la plaza solo contaba con una o dos gradas posteriormente se han realizado reformas en gradas, corrales, palco y servicios. Tiene una capacidad de unos 3700 espectadores todos sentados, pero totalmente descubiertos los tendidos.
Puente medieval

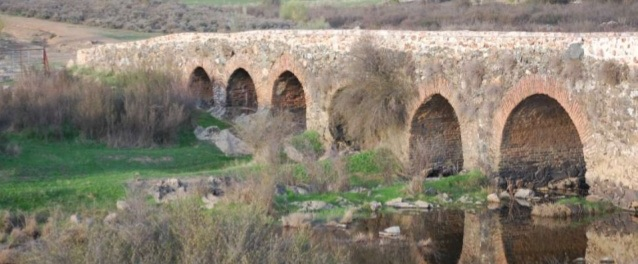
Puente medieval de Herrera.

El puente medieval de Herrera del Duque se encuentra situado sobre el arroyo de Peloche y cercano a la villa se encuentra este puente realizado en piedra. Conocido como «Puente Viejo» y, a veces, mal denominado romano. Su origen es incierto, se sabe que es medieval pero sin fecha. Tiene ocho arcos de medio punto de tamaño descendente hacia la derecha. Tiene dos tajamares en forma de triángulo bastante agudos, que han sobrevivido a las riadas mejor que las rocas desgastadas sobre las que se asientan. Los arcos y el intradós son de ladrillo y el resto es de mampostería de pizarra y mortero. Aunque ha perdido parte del pretil, conserva la calzada empedrada con rollos del río en perfecto estado y todavía se usa como paso de ganado. Tiene 1,60 m de ancho y 49 m de largo. Antiguamente se describía con 85 pasos de largo y a 2500 pasos de la población, y como muy útil a los labradores y transeúntes.
Casas solariegas

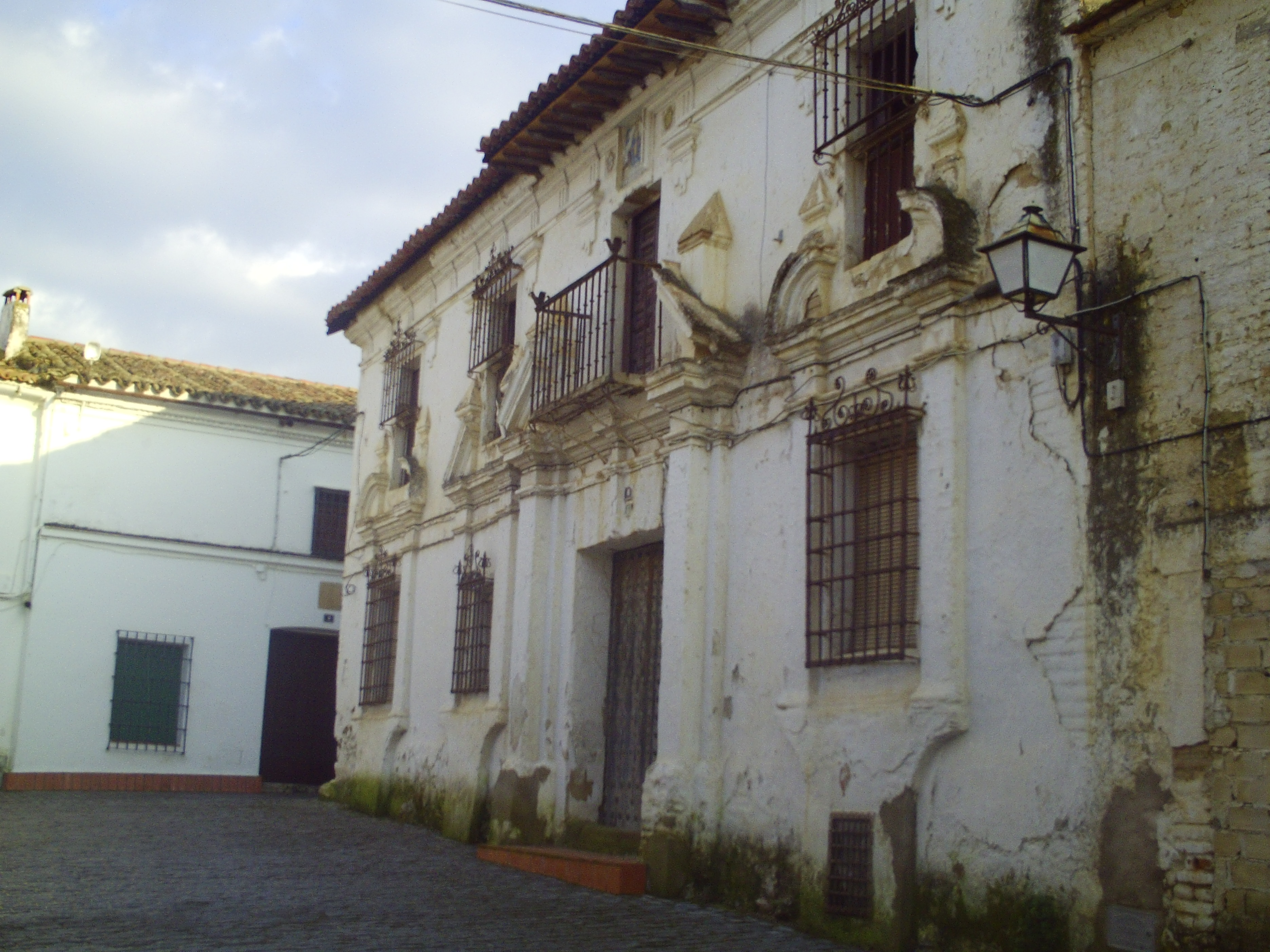
Casa de los Chacones en el Casco Antiguo.

En la población se conservan los barrios prácticamente enteros. Las casas fueron construidas con materiales resistentes y no han tenido remodelaciones importantes, por lo que se ha mantenido casi intacto su aspecto original. Durante la época de los Austrias las viviendas de Herrera del Duque eran de tierra, con cimientos de piedra y barro, con materiales de construcción buscados en las inmediaciones. Eran habituales las tapias y los adobes. La madera de los montes y la teja árabe servían para la techumbre. La mayoría de las viviendas eran de una sola planta. Las de dos, tenían habilitada la superior como pajares o graneros, y corrales y cuadras servían para alojo del ganado. Esta situación se mantuvo, casi sin variaciones, hasta bien entrado el siglo XX.
Se conservan algunas casas tradicionales en la zona antigua, por sus peculiares rasgos y distinguido aspecto, son edificaciones y casonas de la vieja hidalguía labradora que ponen de manifiesto el origen de la villa. Destaca la que existe en la calle San Juan, cercana a la iglesia, conocida como la casa de los Chacones, falsamente atribuida a la Encomienda de Alcántara. Perduran en las portadas de gran belleza, rejerías de forja con la cruz flordelisada en color negro, que era distintivo de la Orden de Alcántara, una de las cuatro grandes Órdenes militares españolas y que todavía perdura en la actualidad, cerámica con motivos franciscanos y otros elementos de gran interés. En su interior se observan mosaicos con diferentes motivos y leyendas y restos de viejas caballerizas. Perteneció al primer señor de Belalcázar, Hinojosa del Duque, Puebla de Alcocer y Herrera del Duque, único maestre de dicha orden en la zona. Su construcción data de la primera mitad del siglo XVII.
Palacio de Cijara.
El Palacio-Castillo de Cijara fue levantado por la familia Villapadierna en torno a 1873. El modelo de construcción es similar a otros palacios que los condes levantaron en Zamora y en Andalucía. Fue construido junto al río Guadiana de forma cuadrada y con torres circulares en las esquinas. Es posible que antiguamente el recinto estuviera amurallado. Junto al palacio se construyó la colonia de obreros, de la cual solo quedan restos. Durante el final de la guerra civil fue utilizado como campo de concentración, funcionando como campo menor.

## Patrimonio natural

### Miradores

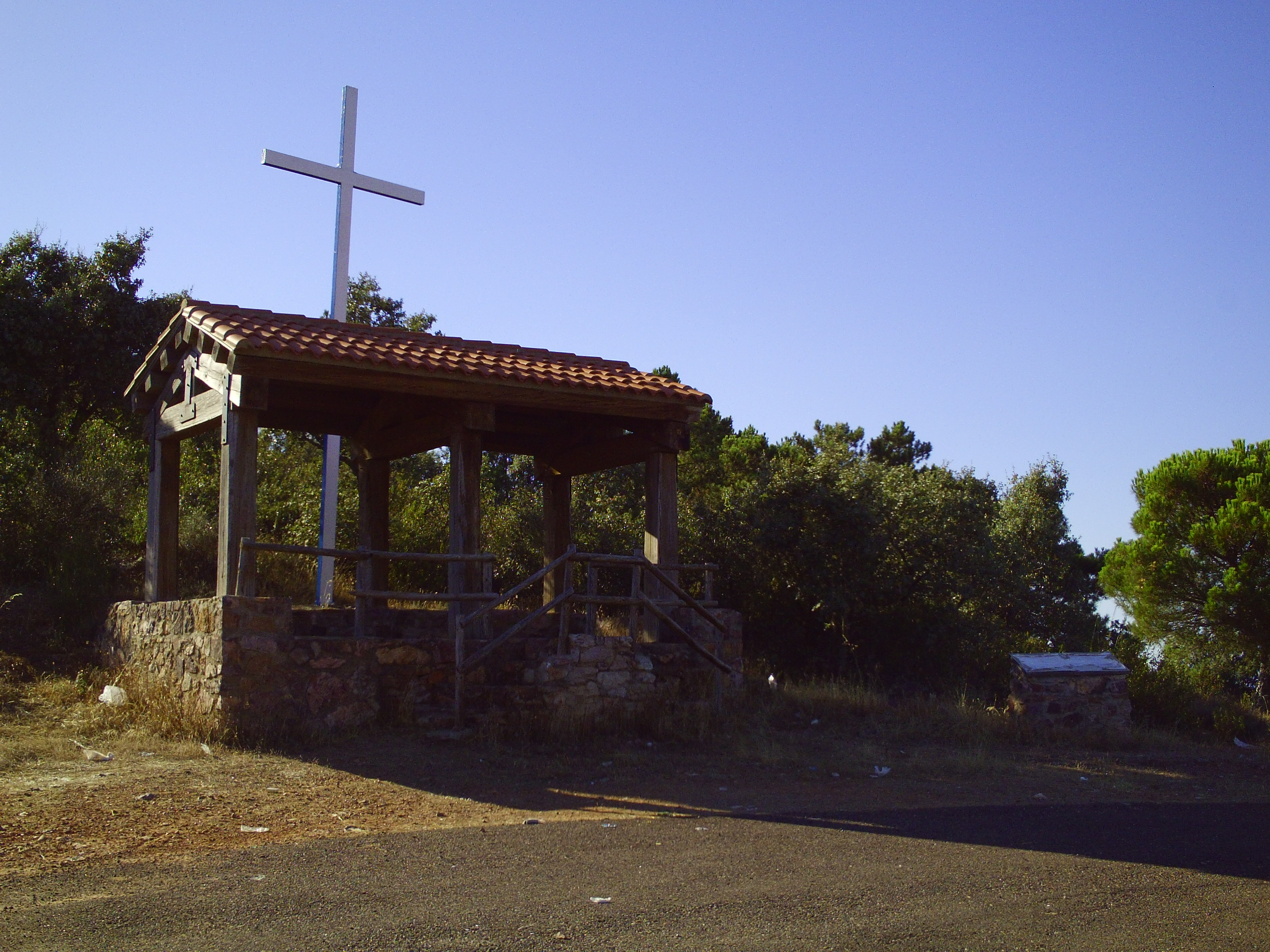
Mirador del puerto de Consolación

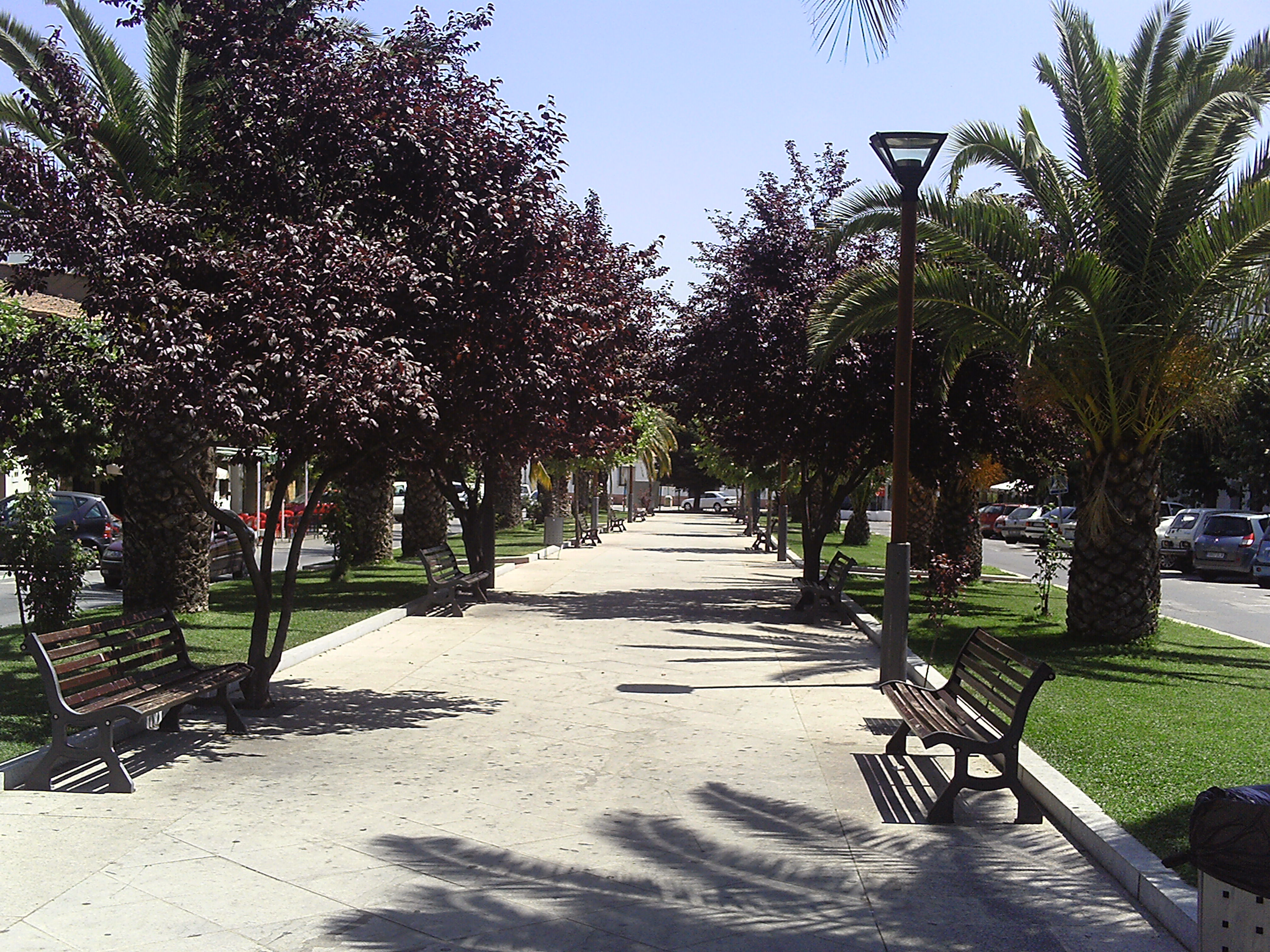
Parque El Paseíllo.

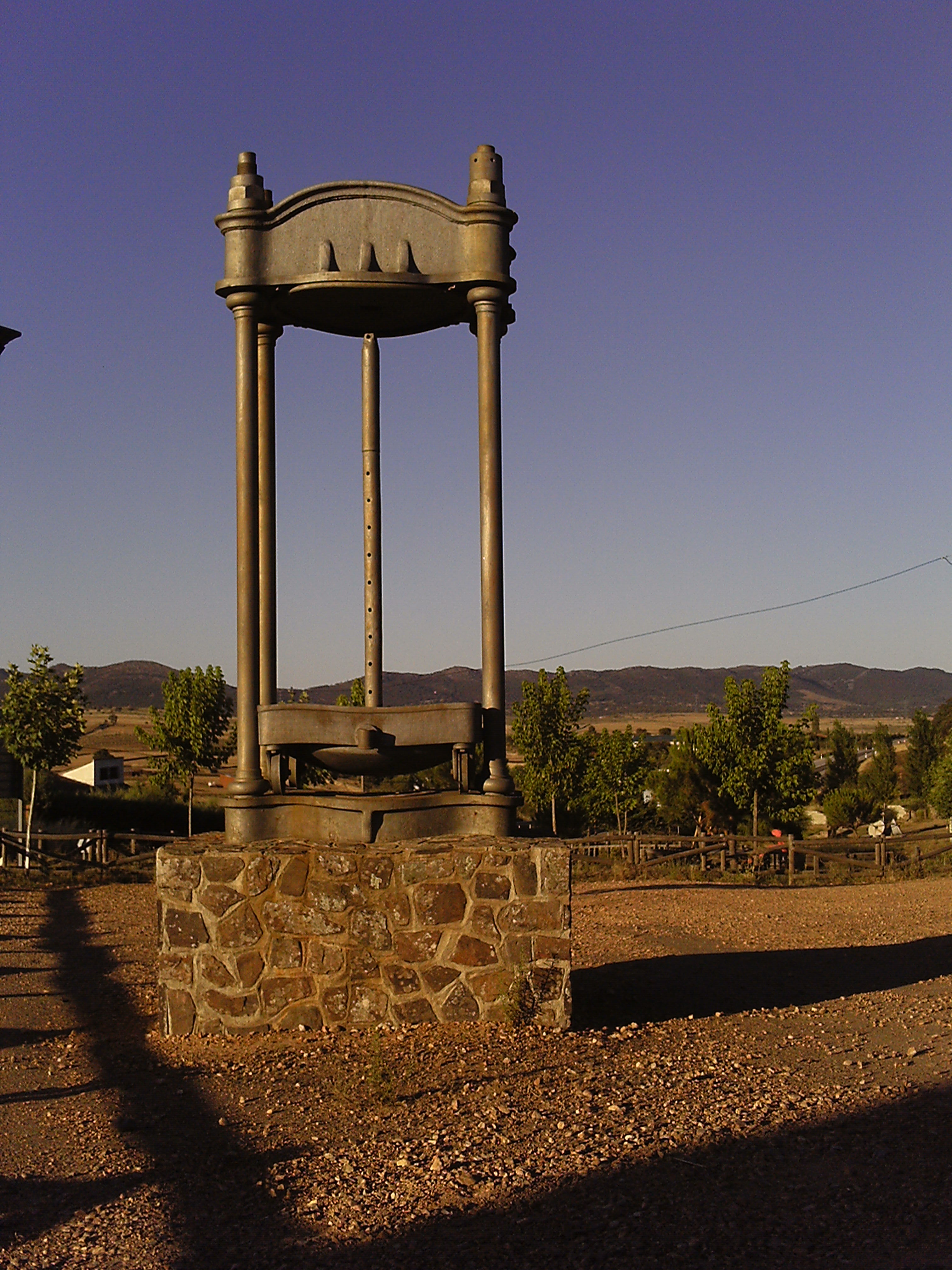
Parque de Santo Domingo.

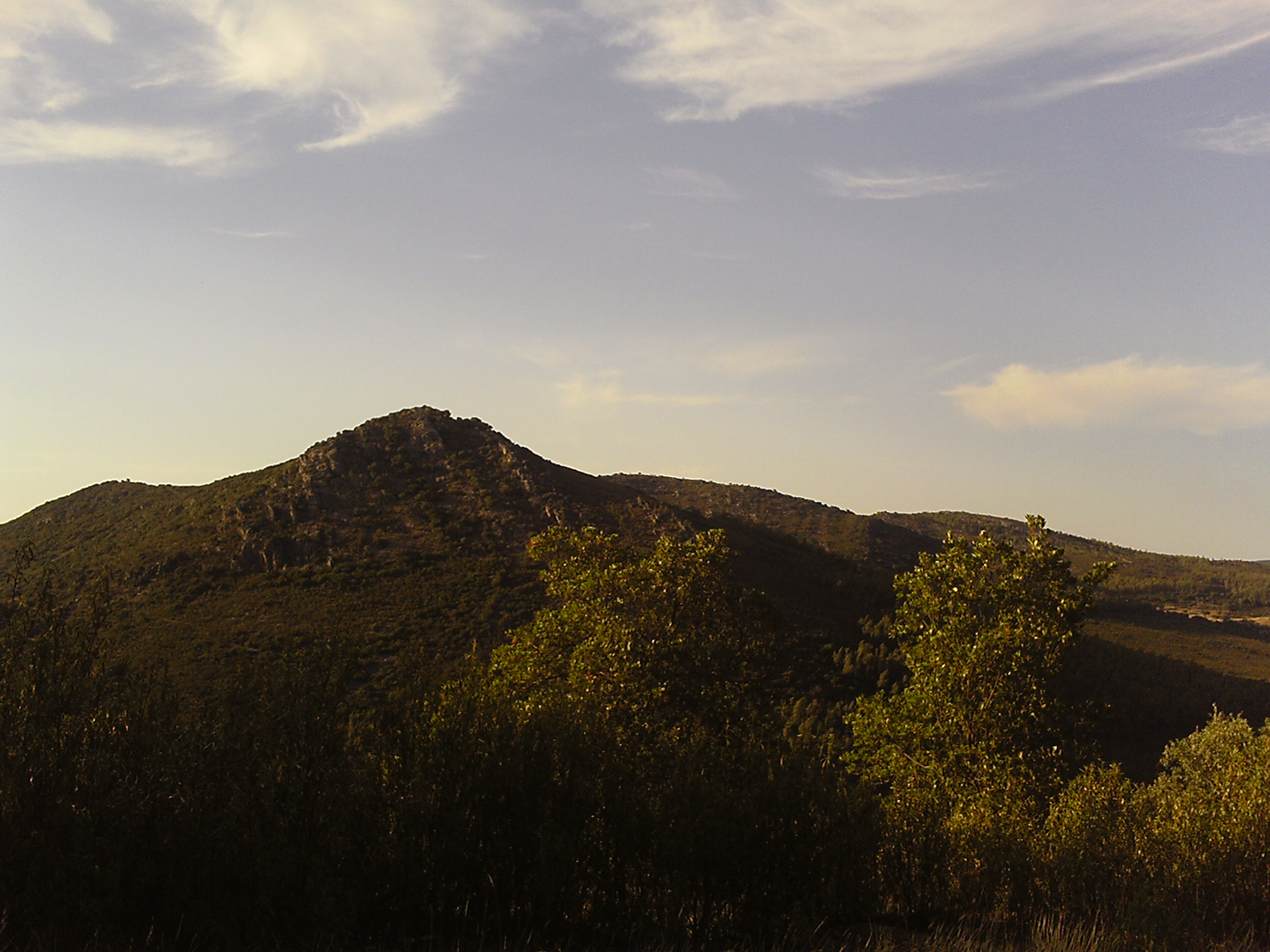
Reserva Regional de Cíjara

Los miradores son enclaves situados en puntos elevados desde los que se pueden admirar entornos urbanos, valles, saltos de agua u otro tipo de paisajes de interés estético. Los miradores de la localidad son puntos de atracción turística que están bien señalizados:
- Mirador del puerto de Consolación: se localiza en una explanada del puerto de Consolación, a mitad de camino entre el pueblo y la ermita. Está realizado en piedra y madera.
- Mirador del Castillo: Situado junto al castillo. Realizado en madera, se puede observar una panorámica de toda la localidad.
- Mirador de las Víboras: Situado en un rincón de los valles de Consolación. Se localiza junto a un puesto de vigilancia contra incendios forestales.
- Mirador puerto de las Navas: Situado en la subida hacia la finca las Navas, en el camino que llega hacia la reserva de Cíjara.
- Observatorio de la berrea en la Reserva: Se encuentra situado en la Reserva regional de Cíjara. Esta instalación, situada en lo alto de una explanada, está dotada de una torreta de madera integrada en el entorno. Se trata de un mirador cinegético desde el que es posible observar animales de caza mayor, jabalís, ciervos, venados, y gamos durante el periodo de la berrea.

### Parques y jardines
- Parque el Paseíllo. Situado en el centro de la localidad en la avenida de La Palmera. Cuenta con numerosos árboles, palmeras, césped y una gran fuente de piedra. A su alrededor se encuentran numerosos paneles de información turística.
- Parque Félix Rodríguez de la Fuente. Situado en el Complejo La Dehesa en la carretera de Peloche. Encontramos todo tipo de vegetación y animales en semilibertad como: ciervos, corzos y cabras montesas, a un lado y jabalíes al otro lado. Al final se encuentran el polideportivo y la piscina municipal. En este parque se puede observar la temporada de berrea, entre septiembre y octubre (dependiendo de las primeras lluvias), es cuando los animales se encuentran en plena época de reproducción.
- Parque pilar de Consolación. Situado en el camino hacia la ermita del mismo nombre, antiguo camino a Puebla de Alcocer. Construido sobre las dos charcas donde en otras épocas las herrereñas hacían la colada. Encontramos aparcamiento, merenderos, parrillas, arbolado, bancos, parque infantil, pista de entrenamiento e información turística.
- Parque de Santo Domingo. Se localiza en la salida del pueblo hacia Fuenlabrada de los Montes. Al igual que el parque del pilar de Consolación, el parque de Santo Domingo se levanta sobre un pilar donde antiguamente se refrescaban las reses. Cuenta con aparcamiento, parque infantil, arbolado, bancos y parte de la maquinaria de un molino de aceite.[101][103]

### Espacios naturales protegidos
Sierra de los Golondrinos - Puerto Peña

Dentro del término municipal del municipio, se halla la Zona Especial de protección de Aves (ZEPA) sierra de los Golondrinos - Puerto Peña. Presenta importantes poblaciones de rapaces ligadas a los cantiles rocosos, así como paisajes. Fue declarada ZEPA el 21 de noviembre del año 2000. Entre sus numerosas especies destaca: la cigüeña negra, el águila perdicera, el alimoche, el águila real, entre otros. En la ZEPA se han identificado 11 hábitats naturales de los cuales destacan: bosques de alcornoques y encinas, estanques temporales mediterráneos, prados con molinas sobre sustratos calcáreos y arcillosos, pendientes rocosas silíceas con vegetación casmofítica, robledales
o las Galerías ribereñas.
Reserva Regional de Cíjara

La reserva regional de Caza Cíjara comprende un vasto territorio de montes públicos en su mayor parte. Declarada en 1966 Reserva Nacional para la protección de especies de caza. De facto, esta, se extiende a otros animales que se benefician de esta atención. La limitación de las explotaciones agrícolas y la racionalización de los espacios forestales, hacen de este un espacio único de la Naturaleza. La Dirección General de Medio Ambiente de la Junta de Extremadura es el órgano competente encargado de su gestión, teniendo como finalidad la de promover, conservar, fomentar y proteger las especies susceptibles de aprovechamiento cinegético.
La Junta de Extremadura realiza una inversión en la Reserva Regional del Cíjara relacionada con la gestión cinegética. Este apoyo desde la Junta de Extremadura está aumentando poco a poco junto con las ayudas de Europa y las correspondientes actuaciones financiadas por el plan forestal. Su futuro pasa por la creación de un parque temático de la naturaleza, una reserva natural de unas 60 000 Ha, que englobara la actual Reserva Regional del Cíjara junto con los colindantes Espacios Protegido de la ZEPA y LIC «Puerto Peña - Los Golondrinos» sería una figura de protección compatible con los actuales usos tradicionales.

## Cultura

### Infraestructuras culturales
- Palacio de la cultura

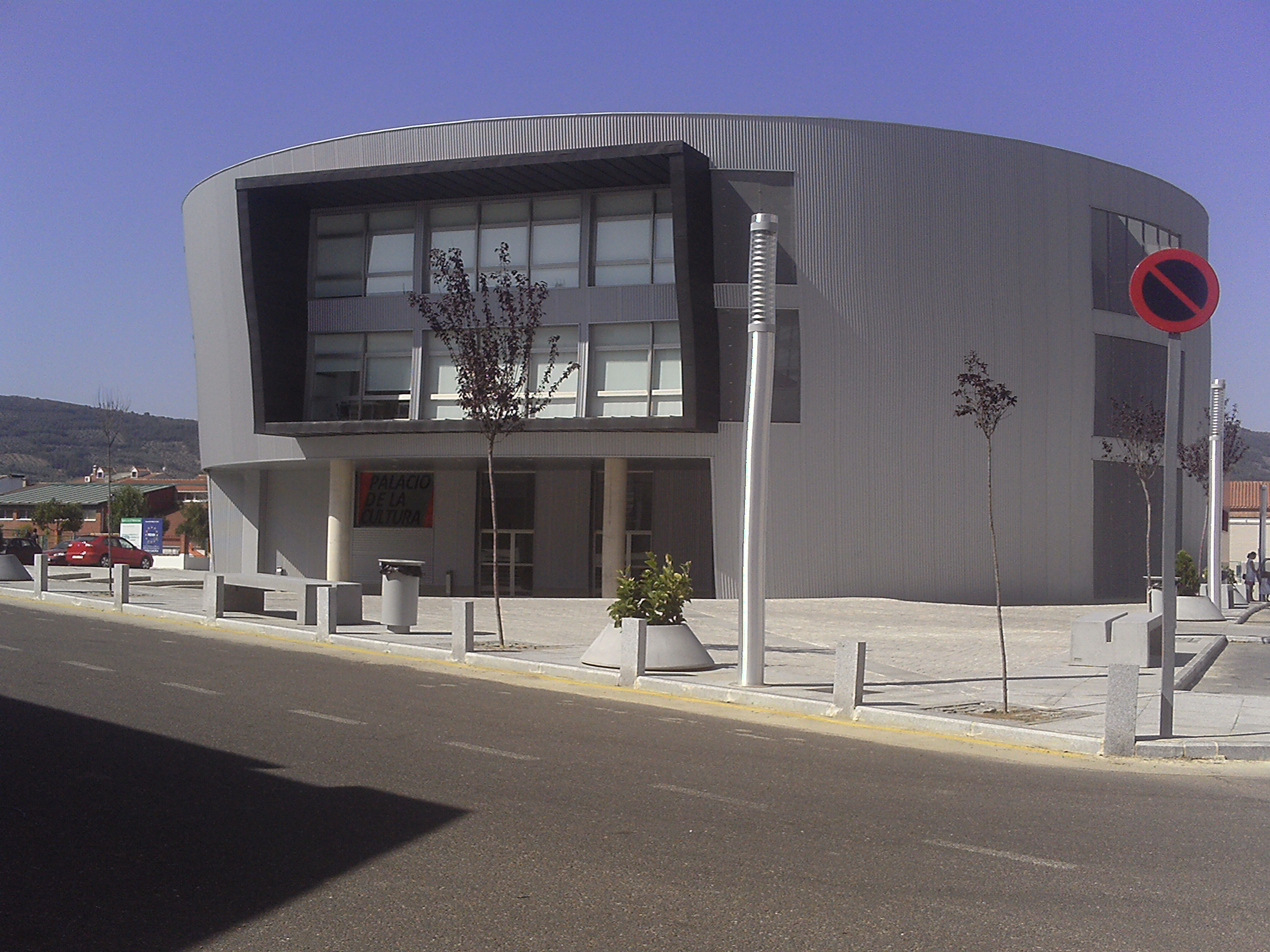
Palacio de la Cultura.

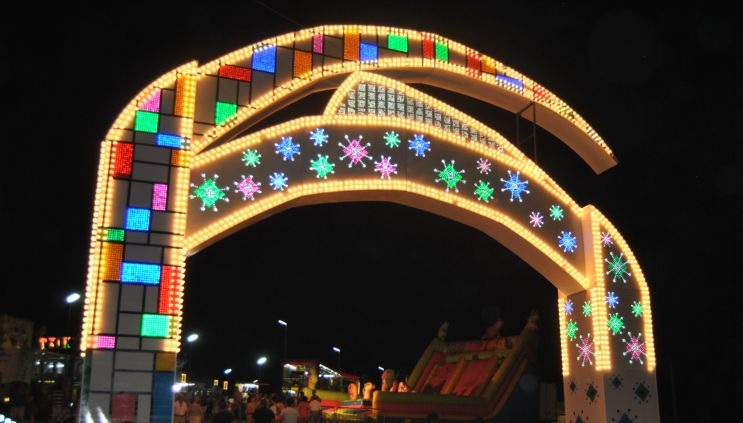
Entrada al recinto ferial en las ferias de agosto.

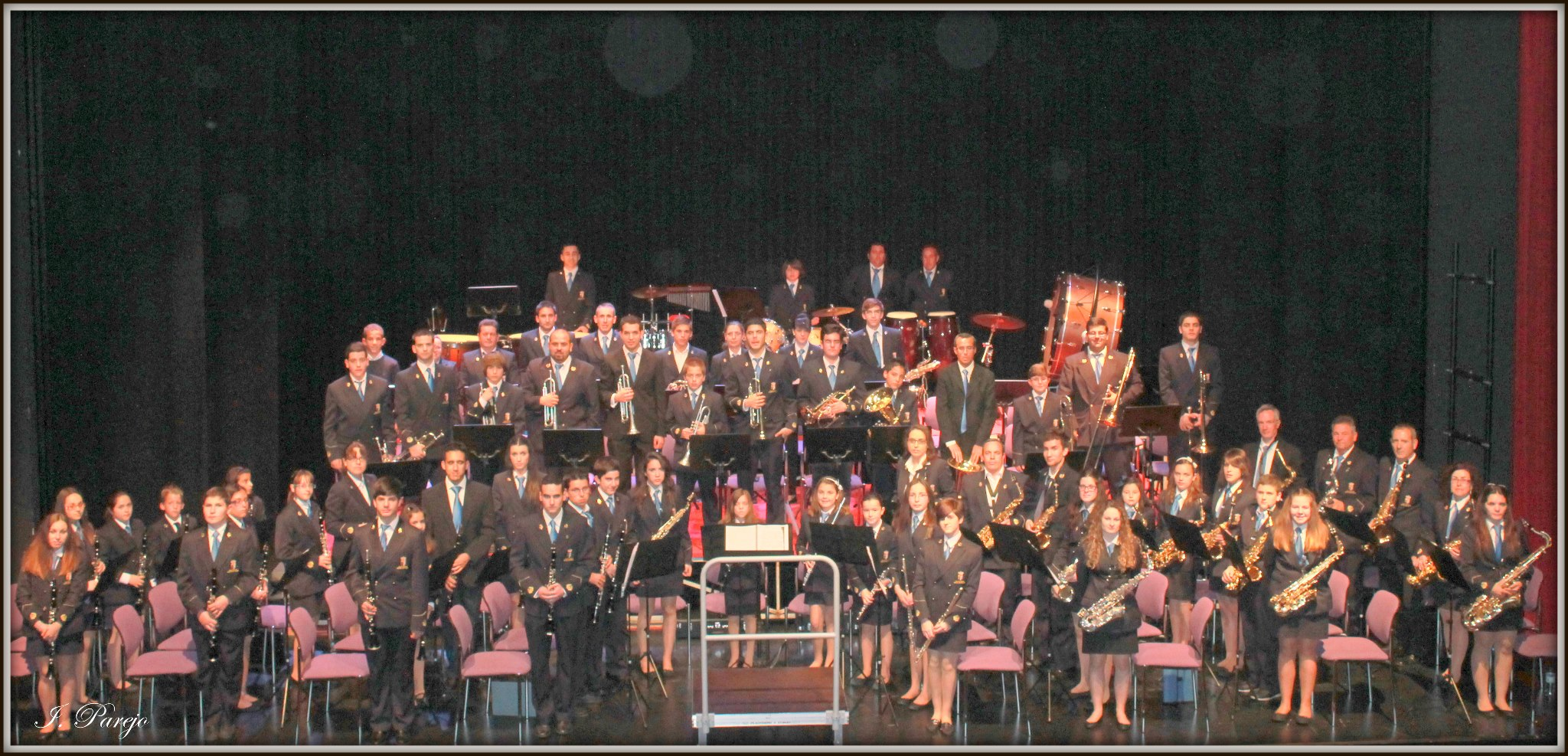
Banda municipal de música.

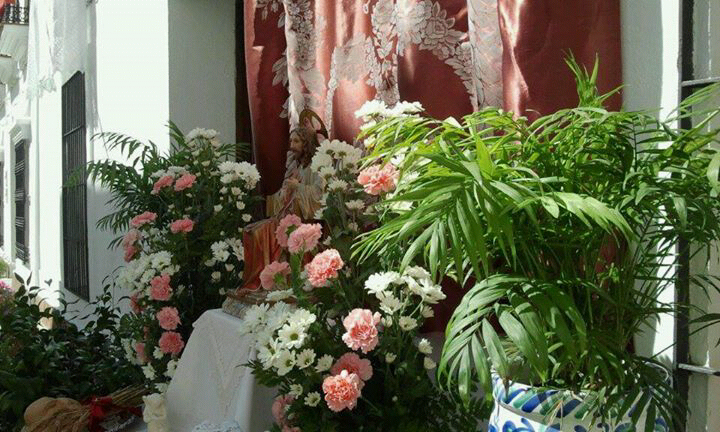
Día del Corpus en Herrera.

El recinto fue inaugurado el 4 de febrero de 2011, es el referente principal de la cultura herrereña. Fue construido y equipado gracias a la Consejería de Cultura de la Junta de Extremadura y el ayuntamiento. Tiene una superficie total de más de 1760 m² y cuenta con auditorio, escenario, camerinos, almacenes, aulas, bibliotecas, salas de proyecciones y despachos. Es además la sede de la Universidad Popular y de la escuela municipal de música. En el exterior cuenta con una plaza en gradas para eventos al aire libre. En el palacio de cultura hay todo tipo de eventos como: conciertos, cine, espectáculos, exposiciones, teatro, monólogos, recitales, entre otros.
- Espacio para la creación joven

El espacio para la Creación Joven es un centro para el desarrollo de actividades artísticas y creativas relacionadas con el ocio y tiempo libre, y dotado con todo tipo de recursos técnicos para la realización de actividades relacionadas con la música, artes plásticas, audiovisuales, artes escénicas y nuevas tecnologías. En este caso, para poner en marcha esta infraestructura, se ha recuperado un edificio emblemático de Herrera del Duque, que ha ofrecido diferentes servicios a este pueblo (Casa de la Cultura y Oficina de Turismo). Este espacio está abierto durante los fines de semana, festivos y periodos vacacionales y está organizado en diferentes áreas como artes musicales, artes audiovisuales, artes plásticas, artes escénicas, ambigú y zona de exposiciones. Se pretende crear una red permanente para que los y las jóvenes creadoras de la región puedan mostrar sus trabajos.
- Entidades culturales

En el municipio hay diferentes asociaciones culturales; las principales son la del Castillo de Herrera, la del Círculo la Unión y APROSUBA 15. Los grupos folklóricos de danzas y bailes, como el Grupo de Bailes Regionales y la Rondalla. La música también está presente, destacando la Banda municipal de música. La Banda de Cornetas y tambores y las distintas Cofradías, marcan el fervor religioso de la Semana Santa. Todas ellas enarbolan la cultura local en diferentes manifestaciones.

### Fiestas populares
Existen dos fiestas emblemáticas en el municipio que se celebran durante el verano que son la feria de agosto y la romería de jubileo. También es muy popular entre la ciudadanía herrereña asistir a la festividad de san Antón Abad en la localidad de Peloche, al ser festivo en las dos localidades.
- San Antón Abad. Es fiesta patronal de Peloche pero también es festivo en Herrera del Duque al ser Peloche una pedanía dependiente de Herrera. Se celebra el 16 y 17 de enero, durante estas fiestas tiene lugar la tradicional danza de San Antón. El día 17, es el día de la romería, el sacerdote bendice las roscas de anís hechas por los habitantes de la pedanía junto con los canutos, un dulce típico en estas fiestas. Los vecinos de Peloche celebran el día de su patrón San Antón con actividades lúdicas y pasacalles y al caer la noche hay fuegos artificiales acuáticos y terrestres en el río Guadiana.[111]
- Carnavales. En los últimos años, los disfraces de carnaval han evolucionado hacia una variedad amplía, con cantidad y calidad crecientes, debido al mayor nivel de vida y los progresos en la industria y en los materiales. Los disfraces antiguamente, se basaban en vestirse del género contrario y taparse la cara con una careta. Hubo una época donde incluso las caras tapadas se prohibieron. Los actos del carnaval comienzan meses antes cuando los miembros de las diferentes murgas y estudiantinas empiezan a preparar sus letras, músicas y disfraces, siempre atentos a los nuevos acontecimientos que se producen en el pueblo a lo largo del año. El carnaval comienza el viernes y termina el martes con el entierro de la sardina.[47]
- Día del Señor. Aunque el día de la celebración es el jueves después de la solemnidad de la Santísima Trinidad, su festividad tiene lugar el domingo después de Pentecostés. El pueblo se adorna con juncias, tomillo, romero, almoradux, pétalos de rosa, símbolos religiosos hechos de colores en el suelo y se realizan altares por donde pasará la procesión. Al terminar la misa sale la procesión guiada por la Hermandad de la Sacramental, responsable de la fiesta del corpus desde 1542. La procesión va acompañada por los niños que en ese año han hecho su primera comunión y por la custodia de plata comprada antes de 1603. La gente, como una costumbre muy arraigada en el pueblo, al terminar la procesión, con las juncias del suelo, hacen la «cachiporra» (trenza a modo de látigo con la que juegan los niños).[112]
- Fiestas de Agosto. Es la feria grande de la población y se celebra alrededor del 15 de agosto, con una duración de 4 o 5 días. Comienzan con el pregón de fiestas a cargo de algún personaje de la localidad en la Plaza de España y después el chupinazo, quema de traca, fuegos artificiales y encendido del ferial. Algunos elementos característicos de las fiesta de agosto son los siguientes: peñas, carpas y casetas, caballos, bebidas (como el típico vino, la cerveza y el moderno rebujito), gastronomía (muy típico el jamón serrano y el ajoblanco), pasacalles, juegos infantiles, atracciones y fuegos artificiales. Coincidiendo con la feria de agosto, se celebra la feria taurina con corridas de toros, novilladas, corrida de rejones y encierros.[113]
- Día del emigrante. Se celebra el 15 de agosto tanto en la localidad como en la pedanía de Peloche. Sirve para homenajear a los descendientes del pueblo que por las circunstancias de la vida tuvieron que emigrar y para todos aquellos que tengan el gusto de acompañarles. Los actos se llevan a cabo en sus respectivas ermitas.[114]
- Jubileo. Es la romería de la localidad que se celebra el 8 de septiembre, coincidiendo con el día de Extremadura. Los actos de la romería comienzan con la llegada al pueblo de su patrona el 29 de agosto. Durante esos días, se celebran actos litúrgicos como misas, rosarios ofrenda florar y la subasta de magas. El día 8 por la mañana la patrona vuelve a su ermita y se celebra la romería en los valles de Consolación.[115]
- La chaquetía. El día de los Santos se le conoce en la población como «la chaquetía». Ese día, los niños y niñas salen al campo a comerse la chaquetía, una torta típica, basta, que se cuece con la masa del pan, anís y un poco de azúcar. Las formas varían mucho, las más típicas son de animales como tortugas, lagartos o peces. Se acompaña de frutos típicos de la temporada como castañas, nueces, membrillos y granadas.[47]

### Semana Santa

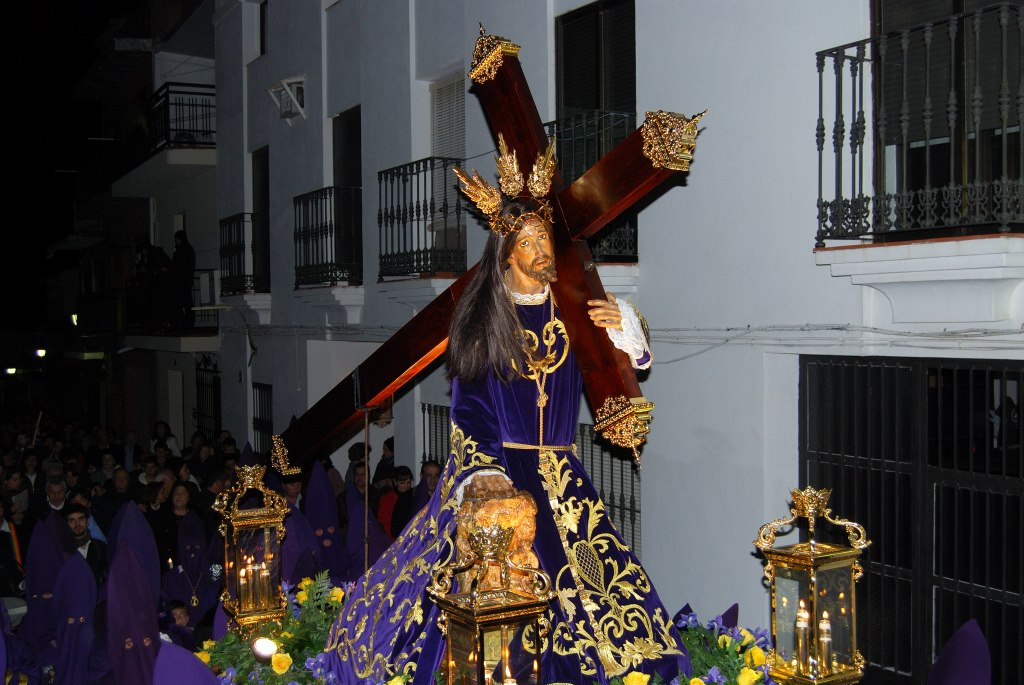
Imagen de Jesús el Nazareno en la Semana Santa

Es la conmemoración anual cristiana de la Pasión, Muerte y Resurrección de Jesús de Nazaret. Por ello, es un período de gran actividad litúrgica dentro de las diversas confesiones cristianas. Da comienzo el Domingo de Ramos con la bendición y reparto de las palmas y ramas de olivo bendecidos, seguido la misa y, a continuación la procesión de la Borriquita y finaliza el Domingo de Resurrección. La fecha de la celebración es variable (entre marzo y abril según el año). La Semana Santa va precedida por la Cuaresma, que finaliza en la Semana de Pasión donde se celebra la eucaristía en el Jueves Santo donde se celebran los oficios en los que se rememoran el «lavado de pies a los discípulos en la Última Cena». Al anochecer, se inicia la procesión guiada por la Cofradía de Jesús de Nazareno. Al día siguiente, se conmemora la Crucifixión de Jesús el Viernes Santo y por la mañana se celebra el viacrucis, por la tarde los oficios, y a la caída de la tarde la procesión, guiada por la cofradía del Santísimo Cristo Crucificado, conocida por La Caridad. y la Resurrección en la Vigilia Pascual durante la noche del Sábado Santo al Domingo de Resurrección celebrándose de madrugada, la procesión del Resucitado, en la cual por un lado los hombres del pueblo cogen la imagen del Cristo Resucitado y por otro las mujeres a la Dolorosa, para, después de seguir diferentes caminos, reencontrarse en la plaza. El Domingo de Resurrección se celebra la misa por la mañana y por la tarde la salve del Romero en la Ermita de Consolación.

### Acontecimientos culturales

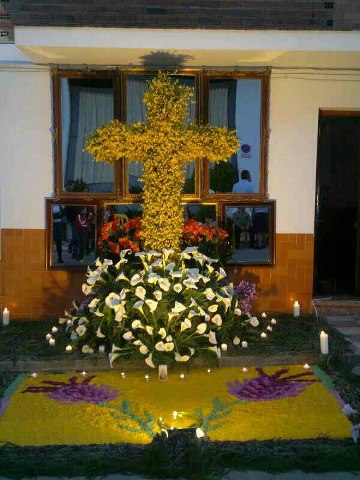
Cruces de mayo de Herrera del Duque

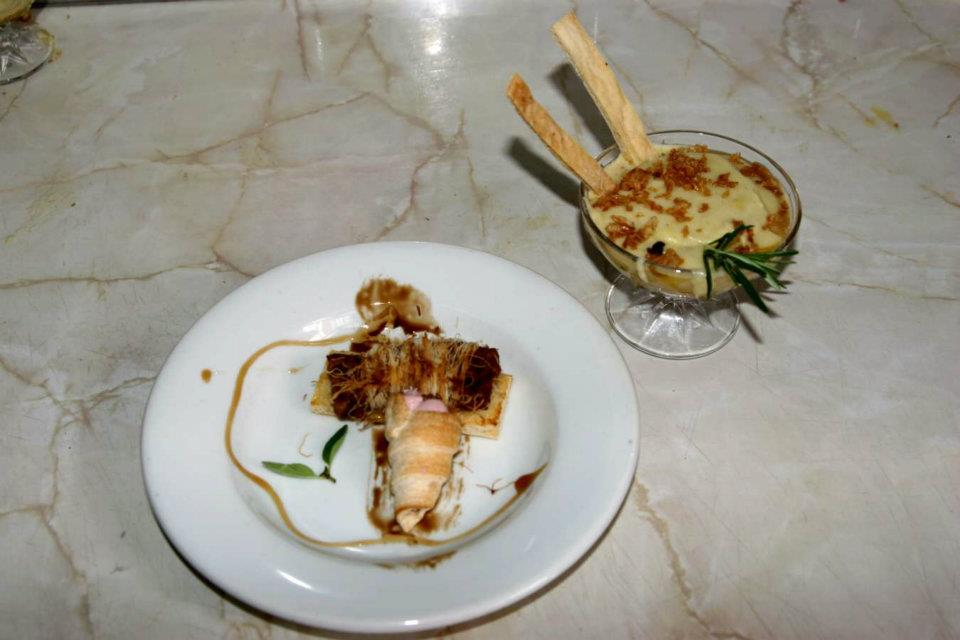
Tapas ganadoras de la ruta 2012

- Cruces de Mayo. Se celebra el primer fin de semana de mayo. Las cruces en Herrera, se hicieron siempre dentro de las casas, en la sala más grande. En la actualidad se ubican en las calles y plazas del pueblo. Para su realización se utiliza tomillo en el suelo, cuyo olor delata la época del año, flores, macetas, luces, imágenes, angelitos y, en mitad la cruz de mayo. Antiguamente, a partir de la cruz, se iniciaba oficialmente la siesta, que duraba hasta el Cristo de la Vera Cruz, 14 de septiembre.[47]
- Mercado Medieval. Se localiza en el casco antiguo, en el barrio del Barruelo. Durante un fin de semana Herrera del Duque vuelve a la época de la Edad Media con productos artesanos, bazar, antigüedades, pasacalles, teatro animado, espectáculos de fuego, mazas, cariocas y zancos.[116]
- Ruta de la tapa. El ayuntamiento, organiza la ruta de la tapa todos los años en el último fin de semana de abril o el primero de mayo. Se celebra durante 4 horas y está amenizado con orquestas y charangas. Los objetivos principales de esta ruta son: promocionar y dar a conocer la variedad gastronómica de Herrera del Duque como recurso turístico, apoyar al sector empresarial en su promoción turística, impulsar la calidad de la oferta gastronómica y consolidar la ruta de la tapa como referente turístico en la zona.[117]

- Festival de teatro. La concejalía de cultura realiza en julio el festival de teatro «Herrera en escena» dirigido a público familiar. En el año 2012 se celebró la V edición en formato certamen de teatro amateur. En horario de mañana se llevan a cabo talleres, pasacalles, pinturas de cara, etc.; en horario nocturno se celebra en el auditorio del Palacio de la Cultura la representación de las obras.[118]
- Semana cultural. Se celebra la semana de antes a las ferias de agosto de la localidad. A lo largo de la semana se realizan: exposiciones, talleres del medio ambiente, talleres infantiles, así como campeonatos deportivos: fútbol sala, dominó, tiro al plato y maratón popular. Además, hay actuaciones musicales y teatrales, tanto de grupos locales como de fuera, proyecciones de cine para todos los públicos, concursos de fotografía, de relatos, recitales de poesía extremeña y concursos de gastronomía.[119]
- Matanza didáctica. Consiste en la matanza del cerdo, un procedimiento habitual de sacrificio de uno o varios cerdos con el objeto de proporcionar embutidos durante un año para la alimentación de una familia. La matanza es una costumbre popular existente en la población, generalizada desde tiempos remotos y es realizada de forma artesanal, con diversas peculiaridades en función del lugar en que se celebra. Se efectúa una vez al año, generalmente coincide con los meses más fríos del invierno. Suele tener un lado festivo y de celebración, además del económico.[120]
- Las «luminarias» y los tizneros. Se celebra la noche del 12 de diciembre, anterior a Santa Lucía. Se realizan hogueras en cumplimientos de promesas de curación, reúne a gente en torno a las hogueras en las plazuelas y esquinas. Antiguamente se cantaban villancicos por la proximidad de la Nochebuena, acompañando la reunión con anís y dulces típicos. Los niños eran tizneros, pintados con trozos de corcha, pinchada en un palo y quemada en la hoguera para pintar su cara y las ajenas que se dejan.[47]

### Turismo
El municipio posee numerosos enclaves turísticos que recorren su historia, la de Extremadura y de España desde la época prehistórica hasta nuestros días. Es un destino turístico al estar enclavada en una zona natural. Las visitas turísticas se centran en los meses primaverales y otoñales gracias al turismo cinegético, y son especialmente intensas durante la Semana Santa y durante sus ferias de agosto. Esto supone importantes ingresos, principalmente para la hostelería y el comercio en general.

### Gastronomía

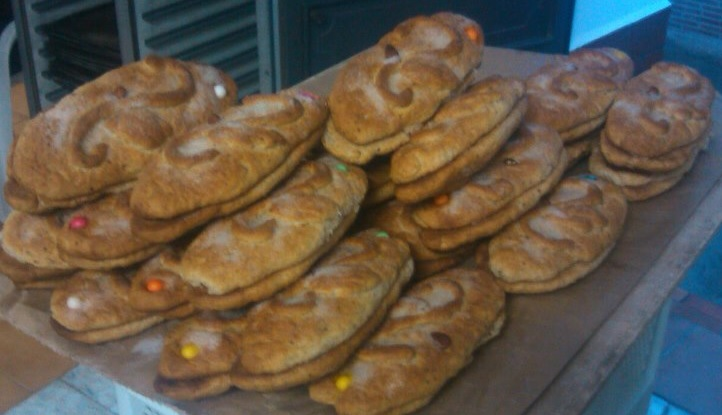
Chaquetías, producto típico de repostería.

La gastronomía es extensa y variada, tanto en primeros platos como en postres. Los productos más utilizados provienen de la caza y pesca, así como de la huerta. La ganadería local presenta carnes de alta calidad, fruto de un trabajo alejado de las modernas explotaciones intensivas. Con todo ello, se elabora una gastronomía heredada de antiguas recetas que han pasado de generación en generación. La Repostería ofrece también dulces y postres hechos con productos naturales de la comarca, como la miel, la manteca de cerdo, los huevos, entre otros.
- Platos típicos. El escarapuche de Peloche, plato de carne, tomate y cebolla, es el plato típico por excelencia. Las migas extremeñas, el gazpacho de invierno, la caldereta de cordero o el venado en salsa son platos muy presentes en las comidas del invierno. Otros platos típicos son: el ajoblanco, el gazpacho, la tortilla de espárragos silvestres, la sopa de tomate y algunas ensaladas, como la de cardos. Algunos productos son comercializados por empresas de la zona, como el chorizo y salchichón de jabalí y venado.[124]
- Repostería. En cuanto a la repostería los productos más destacados son la chaquetía, realizada para celebrar el día de Todos los Santos, la candelilla elaborada con miel, los mantecados de cajón o los almendradillos. Otros productos que destacan son las magdalenas de latillas, los canelones, los mantecados bastos, bizcochos, natillas de suspiros, las rosquillas o las gachas.[125][126]

### Artesanía
Herera del Duque gozó en su tiempo de una gran tradición artesana que con el paso de los años se ha ido perdiendo. Se creaba para ser aprovechado en las necesidades cotidianas y facilitar el trabajo del campo y el hogar (aperos de labranza, útiles de cocina, cestas de mimbre, pieles, colchas, etc). En la actualidad, los talleres artesanos más relevantes son los dedicados a la realización de muebles de madera, a la forja, a los trabajos en piedra y mármol, colmillos de animales, cuero, enea, mimbre y juncia y el corcho. También hay talleres centrados en la artesanía textil (tapices, jarapas, mantas), en la cerámica y el cuero. Destaca sobre todo el trabajo de la taxidermia con cabezas, astas y colmillos de caza mayor para elaborar lámparas, mesas, relojes y llaveros.

## Deporte
La actividad deportiva está regulada por la concejalía de Juventud y Deporte a través de las Escuelas Municipales Deportivas (EMD), donde ofrece una amplia gama de actividades físicas en los diversos centros deportivos de la ciudad, como gimnasia, aeróbic, futbol, artes marciales, bailes, entre otras.

### Instalaciones deportivas

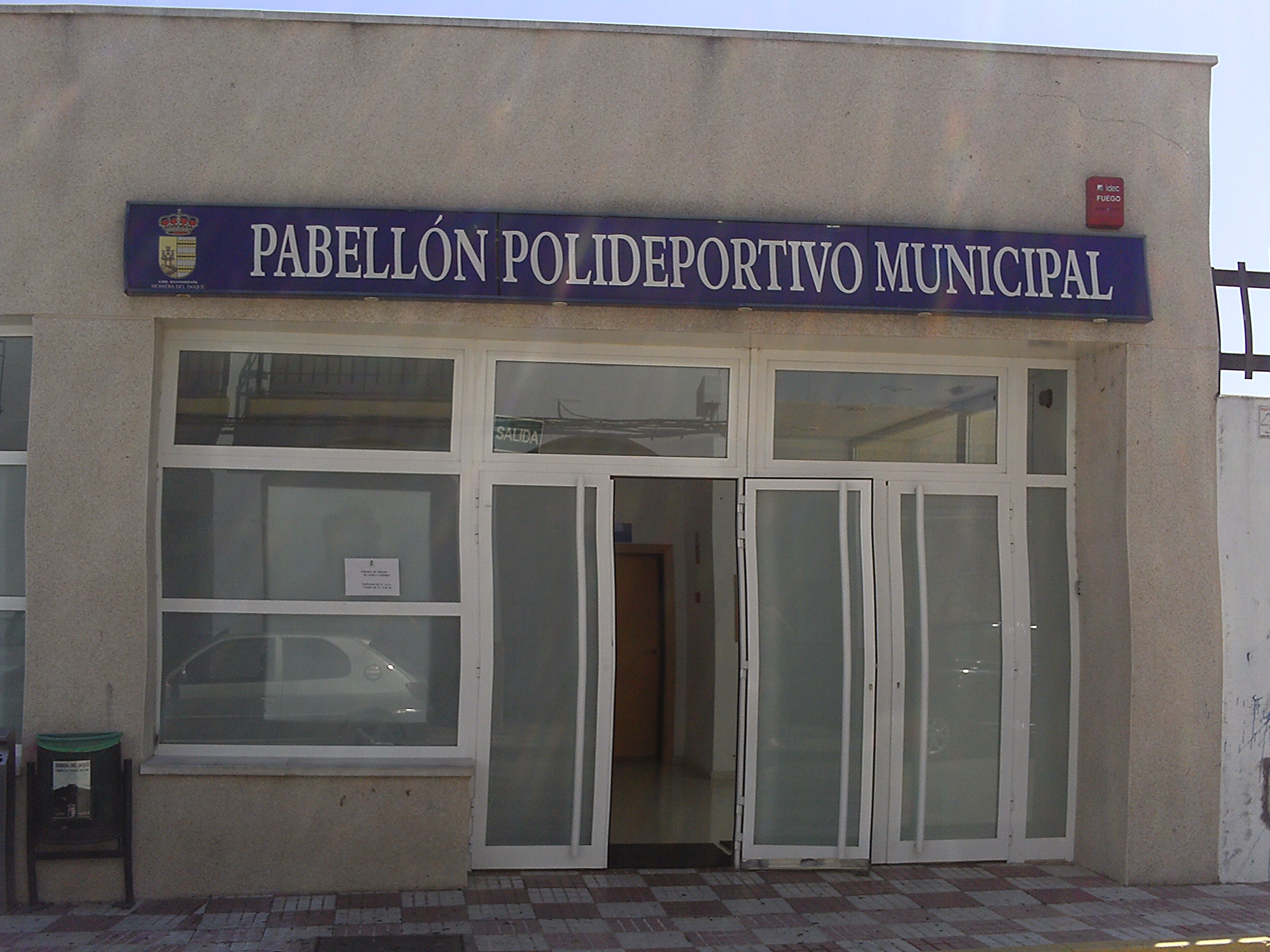
Fachada del pabellón polideportivo municipal.

- Recinto polideportivo municipal. Se localiza dentro del complejo la Dehesa, cuenta con un campo de fútbol y dos campos de fútbol 7 todos con césped artificial y una pista de atletismo.
- Piscina municipal. Situada dentro del complejo la Dehesa, tiene dos piscinas, una de recreo y otra infantil.[129]
- Pabellón polideportivo municipal. Comparte instalaciones con el Instituto de Enseñanza Secundaria Benazaire. El edificio consta de una pista polideportiva de 25 x 44 m y 7 m de altura libre para la práctica de balonmano, fútbol sala, baloncesto o voleibol, subdivisible transversalmente. Además posee un graderío con capacidad para 300 personas.
- Pista multiuso de la antigua Universidad Popular. Situada en el recinto del convento, cuenta con pista polideportiva para la práctica de fútbol sala, baloncesto, tenis y balonmano.
- Campo de tiro "Nuestra Señora de Consolación". Propiedad del Ayuntamiento, y mediante cesión anual a particulares, organiza actividades como entrenamientos y tiradas en la feria de agosto, con reparto de premios en metálicos y trofeos a los finalistas.[130]

### Entidades deportivas

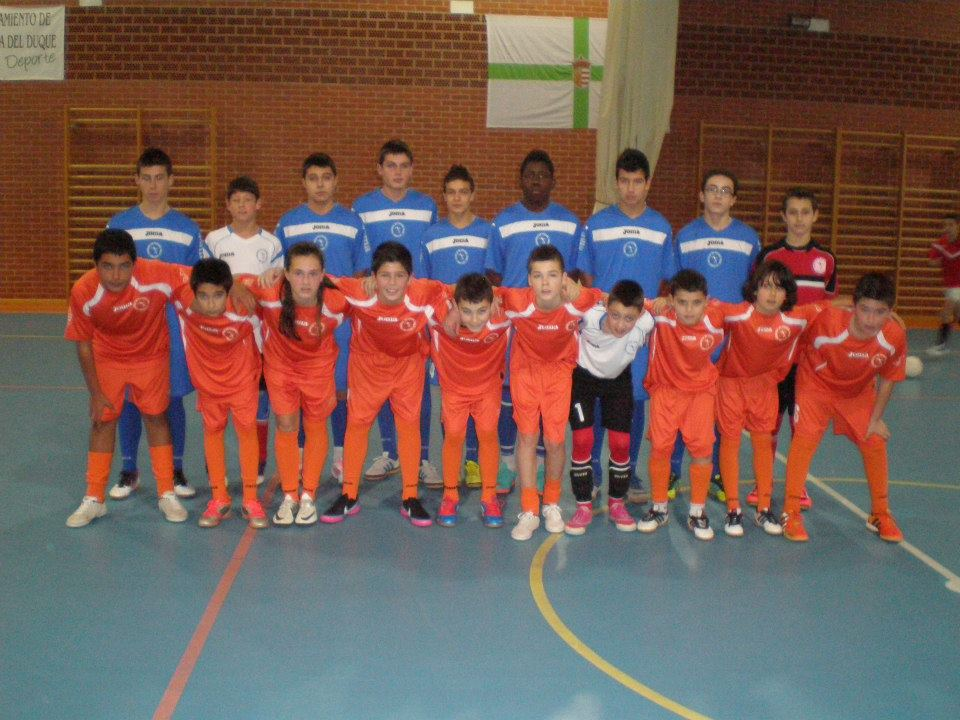
Equipos del Fair Play de Herrera

- Sociedad Polideportiva de Herrera. Su fundación fue en 1981, con el objetivo de promocionar el fútbol con un equipo federado, compitiendo en la liga oficial. En el año 2006 se celebró el 25 aniversario de la sociedad polideportiva Herrera. Compite en la temporada 2020 - 2021 en segunda división extremeña.
- Club Deportivo Castillo de Herrera. La fundación tuvo lugar en el 2001, para poder competir en la Federación Extremeña de fútbol en categorías de fútbol 7 y 11.
- Escuela de Fútbol Sala Fair Play. La fecha de su fundación se remonta a 1995, promocionando el fútbol sala entre los niños de la población. Entre las actividades que se realizan, destacan: entrenamientos, partidos y participación en campeonatos por los diferentes municipios de la comunidad.
- Club Deportivo Ecuestre. La asociación fue fundada en el año 2004, con socios de Herrera del Duque, Peloche y Fuenlabrada de los Montes, con la intención de reunir a todos los aficionados al caballo, para juntos realizar diferentes actividades ecuestres.
- Club ciclista Zijara. La asociación ha sido creada recientemente para potenciar el ciclismo en la zona. Entre sus actividades resaltan rutas en bicicleta de montaña y la promoción del ciclismo en la zona.[110][131]

El municipio además es la sede de la Asociación Extremeña para la promoción del Fútbol Sala, su fundación se remonta a 1998, con la idea de promover el fútbol sala a nivel autonómico y nacional. Participan 166 poblaciones y el número de afiliados asciende a 7000. Realiza competiciones autonómicas y nacionales de fútbol sala por toda Extremadura y cursos de formación de árbitros y entrenadores y campamentos.

## Ciudades hermanadas
- Castiglione in Teverina (Italia)[133]